# Chiến dịch hợp vây Korsun–Shevchenkovsky
Chiến dịch hợp vây Korsun–Shevchenkovsky còn được gọi là "Tiểu Stalingrad" hay "Stalingrad trên bờ sông Dniepr" là một chiến dịch lớn trong Chiến tranh Xô-Đức, kéo dài từ ngày 24 tháng 1 đến 17 tháng 2 năm 1944 và là một phần của Chiến dịch tấn công hữu ngạn Dniepr. Sau 24 ngày tấn công, bao vây, chia cắt, Phương diện quân Ukraina 1 và Phương diện quân Ukraina 2 của Hồng quân Liên Xô đã bao vây và đánh tan 11 sư đoàn thuộc Cụm Tập đoàn quân Nam của Quân đội Đức Quốc xã trên bờ Tây sông Dniepr. Đây là hướng hoạt động quan trọng nhất của Quân đội Liên Xô cuối tháng 1 đầu tháng 2 năm 1944 trên mặt trận Ukraina. Kế hoạch tác chiến đã được Nguyên soái G. K. Zhukov và các đại tướng N.F.Vatutin, I. S. Konev báo cáo về Moskva ngày 11 tháng 1. Ngày 12 tháng 1, Đại bản doanh quân đội Liên Xô có chỉ thị đồng ý về nguyên tắc việc phát động chiến dịch. Thời điểm và kế hoạch cụ thể sẽ có chỉ lệnh sau khi Bộ Tổng tham mưu xem xét và báo cáo ý kiến của họ.
Khởi đầu ngày 24 tháng 1, gần như đồng thời với Chiến dịch tấn công Rovno–Lutsk, chỉ sau bốn ngày, các tập đoàn quân xe tăng cận vệ 5 và 6 của Quân đội Liên Xô đã hoàn toàn bao vây cụm quân Đức ở khu vực Korsun–Shevchenkovsky, Shenderovka, Boguslav. Từ ngày 4 tháng 2 năm 1944, Thống chế Erich von Manstein, tư lệnh Cụm tập đoàn quân Nam (Đức) đã tung ra đòn phản công gồm 7 sư đoàn xe tăng và 5 sư đoàn bộ binh để giải vây cho cụm quân của tướng Wilhelm Stemmermann nhưng không thành công. Ngày 17 tháng 2, Quân đội Liên Xô đã thanh toán xong cánh quân Đức trong vòng vây. Trong số hơn 33.000 quân Đức bị bao vây, có khoảng 27.000 người thiệt mạng, 1.500 người bị bắt. Trong các cuộc phản công giải vây từ bên ngoài, đã có khoảng 28.000 sĩ quan và binh lính Đức chết và bị thương. Chỉ có một nhóm nhỏ khoảng hơn 4.000 quân Đức chia thành nhiều toán lẻ chạy thoát khỏi vòng vây. Trong số quân Đức bị giết ở "cái chảo" Korsun có trung tướng pháo binh Wilhelm Stemmermann, tư lệnh Quân đoàn bộ binh 11 thuộc Tập đoàn quân 8 (Đức).
Kết quả chiến dịch hợp vây Korsun–Shevchenkovsky đã tạo ra trên tuyến phòng thủ của Quân đội Đức Quốc xã ở Ukraina một lỗ hổng lớn; đồng thời, mở ra các hướng tổng tấn công của Quân đội Liên Xô trong mùa xuân năm 1944 cắt đôi mặt trận của Cụm tập đoàn quân Nam (Đức), buộc quân đội Đức Quốc xã phải rút lui khỏi Ukraina ba tháng sau đó.

## Bối cảnh
Cuối năm 1943 đầu năm 1944, Cụm Tập đoàn quân Nam của Quân đội Đức Quốc xã, trong đó có Tập đoàn quân số 8 của tướng Otto Wöhler) đã bị đẩy lùi về tuyến Panther-Wotan. Trên lãnh thổ Ukraina, phòng tuyến này nằm dọc theo sông Dniepr. Khu vực chiến trường là nơi đóng quân của hai quân đoàn Đức, Quân đoàn Bộ binh 11 (tư lệnh: tướng Wilhelm Stemmermann) và Quân đoàn Bộ binh 42 (tư lệnh: tướng Franz Mattenklott) và Cụm tác chiến độc lập B. Cụm này được tổ chức như sư đoàn gồm 6 tiểu đoàn bộ binh và các đơn vị trợ chiến được rút ra từ các sư đoàn bộ binh 112, 255 và 332 (Đức). Các đơn vị này tạo thành một "chỗ lồi" sang phía Đông mà đỉnh của nó chạm vào sông Dniepr; có chiều sâu khoảng 100 km từ Ryzhanovka đến Kanev; chiều rộng khoảng hơn 120 km từ Gynovka (Tynovka) đến Kanizh. Các tài liệu của Hitler thường gọi khu vực này là "Vòng cung Dniepr".
Korsun–Shevchenkovsky trước đây thuộc tỉnh Uman (Liên Xô), nay là một quận của tỉnh Cherkasy thuộc Ukraina. Khu vực này có năm đô thị lớn gồm Korsun, Boguslav, Shenderovka, Zvenigorodka, Shpola cùng hàng chục thị trấn nhỏ. Địa hình gồm hai phần. Phía Bắc là vùng đất trũng, tương đối bằng phẳng ở thượng nguồn hồ chứa nước Kremenchuk, hồ chứa bậc 2 trong hệ thống đập tam cấp Dniepr. Phía Nam là vùng đất cao hơn và bị chia cắt nhẹ bởi một số thung lũng nhỏ chạy dọc theo sông, suối. Các con sông Ros, Gniloy Tikich, Olshanka và Tyasmin đều là các sông nhỏ và nông. Cánh quân Đức đóng tại đây đã chia cắt chính diện mặt trận hữu ngạn Dniepr giữa Phương diện quân Ukraina 1 và Phương diện quân Ukraina 2 (Liên Xô). Mọi liên lạc giữa hai phương diện quân này đều phải đường không hoặc đi vòng đường bộ với hai lần qua sông Dniepr, cản trở việc cơ động bộ binh, pháo binh và xe tăng giữa hai mặt trận. Chỗ lồi Korsun-Shevchenkovsky còn tạo ra nguy cơ đe dọa sườn trái của Phương diện quân Ukraina 1 lúc này đã tiến sâu về phía Tây hơn 300 km và sườn phải của Phương diện quân Ukraina 2 vừa hoàn thành chiến dịch đánh chiếm Kirovograd. Trong ý tưởng, Hitler chưa hề từ bỏ mục tiêu tái chiếm Kiev mà khu vực "Vòng cung Dniepr" là một trong những bàn đạp được cho là để thực hiện ý tưởng đó. Chính vì vậy, Hitler tiếp tục từ chối yêu cầu rút quân của Thống chế Erich von Manstein mặc dù được cảnh báo nhiều lần về nguy cơ hiển hiện đang treo trên đầu cụm quân Đức tại Korsun.

## Kế hoạch và binh lực

### Quân đội Liên Xô

#### Kế hoạch

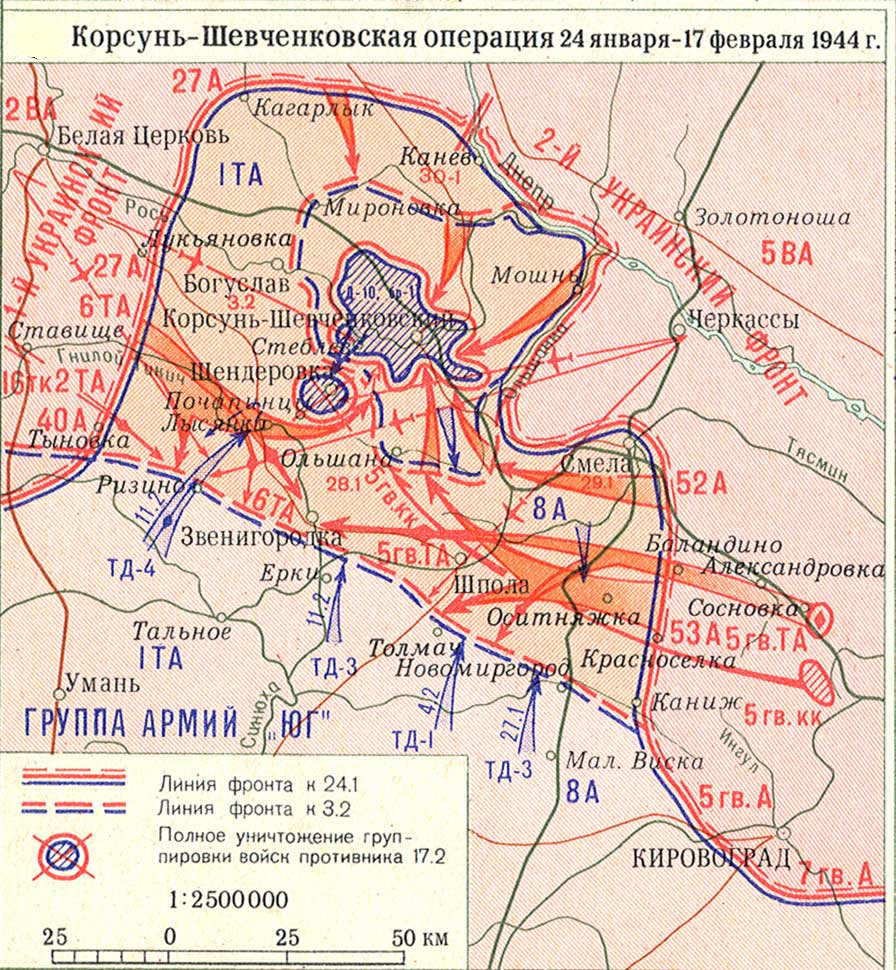
Bản đồ Chiến dịch hợp vây Korsun–Shevchenkovsky

Nguyên soái Liên Xô G. K. Zhukov nhận thấy chỗ yếu ở hai bên sườn của các đơn vị Đức thuộc Tập đoàn quân 8 của tướng Wöhler đóng tại Korsun khi các sư đoàn xe tăng chủ lực của Tập đoàn quân xe tăng 4 và Tập đoàn quân xe tăng 1 đang tập trung phản kích để cố gắng kiềm chế các mũi tấn công của quân đội Liên Xô vào Zhitomir-Berdichev và Kirovograd. Trong điều kiện hai bên sườn thiếu các sư đoàn xe tăng chủ lực, cụm quân này hoàn toàn có thể bị bao vây và tiêu diệt bằng phương pháp tương tự như ở trận Stalingrad. Sau khi tập hợp các phương án, ngày 11 tháng 1, G. K. Zhukov trình kế hoạch kèm theo dự thảo chỉ lệnh của Đại bản doanh lên Bộ Tổng tư lệnh Tối cao Liên Xô (Stavka), Chỉ lệnh được I. V. Stalin ký ngay ngày hôm sau, 12 tháng 1. Nhưng kế hoạch cụ thể còn được Bộ Tổng tham mưu xem xét lại và tính toán kỹ lưỡng nhằm tránh các sai sót. Trong thời gian chờ đợi, tướng I. S. Konev đề nghị cho tiếp tục chiến dịch đệm Kirovograd để mở bàn đạp sâu hơn nữa về phía Tây. Bộ Tổng tham mưu Liên Xô buộc phải vạch rõ cho I. S. Konev thấy rằng việc tiếp tục chiến dịch đệm có thể làm hao tổn các cụm quân xung kích Liên Xô, đặc biệt là xe tăng khi nó rất cần cho cuộc bao vây quân Đức tại Korsun và I. S. Konev đã hiểu ra vấn đề.
Kế hoạch của Quân đội Liên Xô dự định triển khai các lực lượng của Phương diện quân Ukraina 1 và 2 theo phương án hình thành vòng vây kép đối với cụm quân Đức ở Korsun. Vòng vây bên trong sẽ đảm nhiệm việc thanh toán đối phương bị vây. Vòng vây ngoài ngăn chặn các đòn phản công của các lực lượng Đức giải vây. Đòn tấn công đầu tiên đồng thời là mũi chủ công của chiến dịch do Phương diện quân Ukraina 2 thực hiện. Tập đoàn quân 53 và Tập đoàn quân cận vệ số 4 sẽ tấn công từ phía Đông Nam. Tập đoàn quân xe tăng cận vệ số 5 sẽ khai thác cửa đột phá dưới sự yểm hộ của Tập đoàn quân không quân số 5 để tiến nhanh đến Zvenigorodka. Tập đoàn quân 52 và Quân đoàn kỵ binh cận vệ 5 đột kích sâu vào khu vực Korsun, không cho quân Đức từ bên trong ra cản phá. Từ hướng Tây Bắc, Phương diện quân Ukraina 1 của N.F.Vatutin sẽ triển khai Tập đoàn quân xe tăng 2 và Tập đoàn quân 27 tấn công ở tuyến trong. Tập đoàn quân xe tăng 6 sẽ khai thác cửa mở do Tập đoàn quân 40 đột phá với sự yểm hộ của Tập đoàn quân không quân 2 để phát triển vòng vây tuyến ngoài. Dự kiến các đòn tấn công hợp điểm sẽ gặp nhau trên tuyến Zvenigorodka - Olshanka - Novo Buda. Để đảm bảo đánh chắc thắng, việc chuyển quân cũng bao hàm nhiều biện pháp nghi binh được chuẩn bị công phu. Các tài liệu Liên Xô khẳng định rằng các biện pháp này đã thành công trong khi các nhật ký quân sự của Đức lại cho thấy họ lo ngại về nhiều hướng tấn công của đối phương đang diễn ra cùng thời điểm đó.
Ngày 19 tháng 1 năm 1944, Đại bản doanh Liên Xô phê chuẩn kế hoạch tấn công của các Phương diện quân Ukraina 1 và 2. Ngày 20 tháng 1, tại sở chỉ huy của I. S. Konev ở Boltochka và Sở chỉ huy của N. F. Vatutin tại Belaya Cherkov, các chỉ huy và chính ủy các tập đoàn quân, quân đoàn, sư đoàn độc lập của các Phương diện quân Ukraina 1 và 2 được phổ biến mệnh lệnh tác chiến. Điểm mấu chốt nhất để thực hiện kế hoạch là yêu cầu các tập đoàn quân, quân đoàn độc lập phải bố trí tập trung binh lực, xe tăng và pháo binh tại các điểm đột phá chủ yếu trên chính diện tấn công; sao cho tối thiểu phải đạt được tỷ lệ áp đảo 1,7:1 về bộ binh, 2,4:1 về pháo binh, 2,6:1 về xe tăng và pháo tự hành. Đạn dược phải tích lũy được từ 10 đến 12 cơ số, xăng dầu tối thiểu phải đạt 18 cơ số, lương thực, thực phẩm, vật tư phương tiện y tế phải đạt 11 cơ số. Trong đó, ở tuyến tấn công phải bảo đảm ít nhất 8 cơ số đạn dược, 15 cơ số xăng dầu và 8 cơ số lương thực, thực phẩm và vật tư, phương tiện y tế.

#### Binh lực
Quân đội Liên Xô huy động vào chiến dịch này 3 Tập đoàn quân xe tăng, 7 Tập đoàn quân binh chủng hợp thành, 1 quân đoàn kỵ binh cơ giới. Trong đó, các cụm quân xung kích đột phá gồm 27 sư đoàn bộ binh, 4 quân đoàn xe tăng, 1 quân đoàn kỵ binh cơ giới. Thê đội hai gồm 1 tập đoàn quân xe tăng, 2 quân đoàn cơ giới và 1 Tập đoàn quân bộ binh.
 Phương diện quân Ukraina 2 do Đại tướng I. S. Konev làm tư lệnh đảm nhận hướng Shpola - Zvenigorodka, hướng chủ công của chiến dịch, huy động 6/10 Tập đoàn quân thuộc biên chế (kể cả không quân) tham gia chiến dịch:
- Tập đoàn quân xe tăng cận vệ 5 của tướng P. A. Rotmistrov có 2 quân đoàn xe tăng cận vệ, 1 quân đoàn cơ giới cận vệ, 3 trung đoàn pháo tự hành, 2 sư đoàn bộ binh, 7 trung đoàn pháo xe kéo và súng cối.
- Tập đoàn quân cận vệ 4 của tướng V. I. Galanin có 2 quân đoàn bộ binh và 4 trung đoàn pháo binh được phối thuộc Quân đoàn kỵ binh cơ giới cận vệ 5 và Quân đoàn xe tăng cận vệ 1.
- Tập đoàn quân 47 của tướng V. S. Polenov gồm 2 quân đoàn bộ binh, 6 trung đoàn pháo và súng cối,
- Tập đoàn quân 52 của tướng K. A. Koroteev có 2 quân đoàn bộ binh 1 lữ đoàn xe tăng, 2 trung đoàn pháo tự hành, 6 trung đoàn pháo xe kéo và súng cối; được phối thuộc Quân đoàn cơ giới 8.
- Tập đoàn quân 53 của tướng I. M Managarov có 2 quân đoàn bộ binh, 1 trung đoàn pháo tự hành, 6 trung đoàn pháo xe kéo và súng cối; được phối thuộc Quân đoàn xe tăng 7.
- Tập đoàn quân không quân 5 của trung tướng S. K. Gryunov dành phần lớn lực lượng không quân cường kích và tiêm kích hỗ trợ cho bộ binh và xe tăng.

Phương diện quân Ukraina 1 do Đại tướng N. F. Vatutin chỉ huy đảm nhận hướng tấn công Kosiakovka - Lysianka - Zvenigorodka, huy động 4/9 tập đoàn quân tham gia chiến dịch:
- Tập đoàn quân xe tăng 6 của tướng A. G. Kravchenko được thành lập ngày 25 tháng 1 khi chiến dịch vừa bắt đầu, trong biên chế có 1 quân đoàn xe tăng, 1 quân đoàn cơ giới, 2 lữ đoàn pháo tự hành, 6 trung đoàn pháo xe kéo và súng cối.
- Tập đoàn quân xe tăng 2 của tướng I. S. Bogdanov có 2 quân đoàn xe tăng, 1 quân đoàn cơ giới, 1 lữ đoàn xe tăng và 3 trung đoàn pháo tự hành.
- Tập đoàn quân 27 của tướng S. G. Trofimenko có 1 quân đoàn bộ binh, 6 trung đoàn pháo xe kéo và súng cối.
- Tập đoàn quân 40 của tướng F. F. Zhmachenko có 2 quân đoàn bộ binh, 1 trung đoàn pháo tự hành, 5 trung đoàn pháo xe kéo và súng cối.
- Tập đoàn quân không quân 2 của tướng S. A. Krasovsky dành một phần lực lượng yểm hộ cho các cuộc tấn công trên khu vực.

### Quân đội Đức Quốc xã

#### Kế hoạch

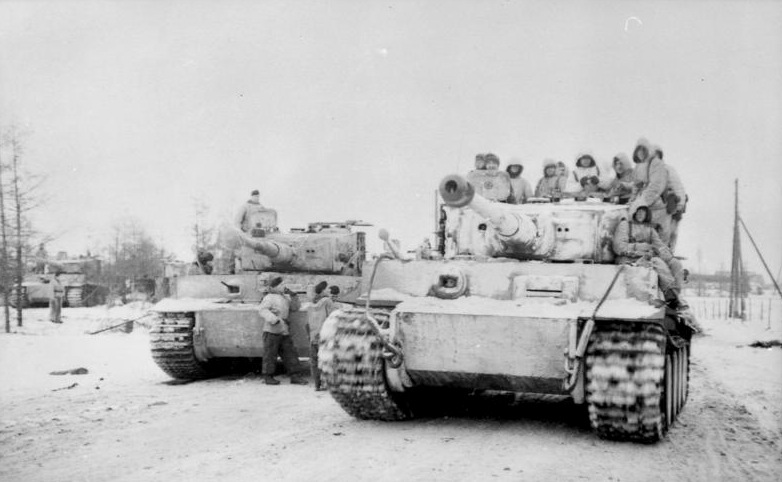
Xe tăng Tiger I của Quân đoàn xe tăng 3 (Đức), tháng 2 năm 1944

Qua các tin tức tình báo, Bộ tư lệnh Cụm tập đoàn quân Nam (Đức) đã phần nào nhận định được các cuộc tấn công sắp xảy ra nhưng mọi sự đều trong cậy vào các sư đoàn xe tăng. Trong số 14/18 sư đoàn xe tăng của Cụm tập đoàn quân Nam có mặt ở cánh Bắc thì có đến 7 sư đoàn đang đối phó với các Tập đoàn quân xe tăng 1 và cận vệ 3 (Liên Xô) trên hướng Proskurov (Khmelnitskyi) - Vinitsa, 5 sư đoàn đang đối phó với đòn tấn công của Phương diện quân Ukraina 2 trên hướng Uman - Pervomaisk, 2 sư đoàn đang nằm ở cách cực Bắc để phòng giữ hướng Rovno - Lutsk, một sư đoàn còn lại đóng ở Korsun. Trong tay Bộ tư lệnh Cụm tập đoàn quân Nam không còn một sư đoàn xe tăng rảnh rỗi nào làm lực lượng dự bị. Đòn tấn công sớm vào Gomel của Phương diện quân Byelorussia (Liên Xô) đã làm cho thống chế Ernst Busch buộc phải từ chối chuyển giao hai sư đoàn xe tăng thuộc Tập đoàn quân xe tăng 3 (Đức) cho Cụm tập đoàn quân Nam. Các sĩ quan tham mưu chủ chốt của Bộ tư lệnh Cụm tập đoàn quân Nam mặc dù biết trước sẽ có cuộc tấn công lớn của quân đội Liên Xô diễn ra trên khu vực nhưng lại không xác định được quy mô binh lực, hướng đột phá và thời điểm khởi sự của đối phương.
Lợi dụng địa hình, Quân đội Đức Quốc xã đã biến khu vực Korsun - Shevchenkovsky thành một tập đoàn cứ điểm phòng ngự kiên cố. Ở phía Tây Bắc, đối diện với Phương diện quân Ukraina 1 (Liên Xô), dọc theo các khe lạch chảy ra các sông Gnigoy Tikich và Ros đều bố trí các tuyến rào thép gai có các bãi mìn chống tăng và mìn chống bộ binh, các chướng ngại vật chống tăng và các chốt hỏa lực tại các điểm cao. Các làng dân cư trong vùng đều được cấu trúc thành các cụm chốt, các hỏa điểm tạo thành một hệ thống liên hoàn. Cứ điểm tiền tiêu xa nhất tại Kagarlyk cũng được một tiểu đoàn bảo vệ. Ở phía Đông Nam, quân Đức tháo nước sông Tyasmin tạo thành một vùng ngập xung quanh nhà ga Smela. Dọc theo mặt trận, quân Đức lợi dụng sông Tyasmin để bố trí hai lớp phòng ngự dọc sông. Bên trong là các hỏa điểm kết hợp với hệ thống giao thông hào chạy dọc mặt trận. Các xe tăng cũng được đặt âm dưới đất tại đây. Bên ngoài là các hỏa điểm ven sông xen kẽ với các hàng rào kẽm gai, bãi mìn các loại, chướng ngại chống tăng và cũng có một hệ thống giao thông hào giữa các cụm chốt. Các trận địa hỏa lực được bố trí phía trong lớp phòng thủ thứ hai.

#### Binh lực
Quân đội Đức Quốc xã đóng trên khu vực bị tấn công gồm có:
Tại khu vực "Vòng cung Dniepr"
Tập đoàn quân xe tăng 1 (cánh phải) của tướng Hans-Valentin Hube, gồm có:
- Cụm tác chiến Quân đoàn 42 (1/3) của trung tướng Theo-Helmut Lieb, Phó tư lệnh quân đoàn gồm Cụm tác chiến độc lập B; các sư đoàn bộ binh 57, 82, 88; Trung đoàn pháo tự hành 202. Tổng quân số 30.000 người, được trang bị 147 pháo, súng cối và một số pháo chống tăng.
- Cụm tác chiến Quân đoàn 7 của tướng Ernst-Eberhard Hell gồm các sư đoàn bộ binh 34, 75 và 198; Trung đoàn pháo tự hành 905. Tổng quân số 25.000 người, được trang bị 225 pháo và súng cối, 23 pháo tự hành.

Tập đoàn quân 8 (cánh trái) của tướng Otto Wöhler, gồm có:
- Cụm tác chiến Quân đoàn 11 của tướng Wilhelm Stemmermann, gồm Sư đoàn xe tăng 3, Sư đoàn xe tăng 5 SS "Wiking", Lữ đoàn cơ giới SS "Wallon"; các sư đoàn bộ binh 72, 106, 112, 389; Trung đoàn pháo tự hành 239. Tổng quân số 35.000 người, được trang bị 319 pháo và súng cối, 19 pháo tự hành, 85 xe tăng, 7 pháo chống tăng.
- Cụm tác chiến Quân đoàn xe tăng 47 của tướng Nikolaus von Vormann, gồm các sư đoàn xe tăng 3, 11, 14; các sư đoàn bộ binh 168, 255, 320, 332; Trung đoàn pháo tự hành 265. Tổng quân số 50.000 người, được trang bị 300 pháo và súng cối, 158 xe tăng, 25 pháo tự hành, 10 pháo chống tăng.

Đến ngày 28 tháng 1, Cụm quân Đức bị bao vây tại khu vực Korsun - Boguslav - Shenderovka gồm có:
- Sư đoàn xe tăng SS "Wiking";
- Lữ đoàn cơ giới SS "Wallon"
- Sư đoàn xe tăng 14 (1/3);
- Sư đoàn bộ binh 57;
- Sư đoàn bộ binh 72;
- Sư đoàn bộ binh 88;
- Sư đoàn bộ binh 112;
- Sư đoàn bộ binh 168;
- Sư đoàn bộ binh 255;
- Sư đoàn bộ binh 332;
- Sư đoàn bộ binh 389.

Các đơn vị bên ngoài ứng cứu giải vây từ ngày 4 tháng 2 gồm có:
- Sư đoàn xe tăng 1;
- Sư đoàn xe tăng 3;
- Sư đoàn xe tăng 11;
- Sư đoàn xe tăng 13;
- Sư đoàn xe tăng 14 (2/3);
- Sư đoàn xe tăng 16;
- Sư đoàn xe tăng 17;
- Sư đoàn xe tăng SS "Adolf Hitler";
- Các sư đoàn bộ binh 5, 355, 367, 381.

## Diễn biến

### Quân đội Liên Xô tấn công

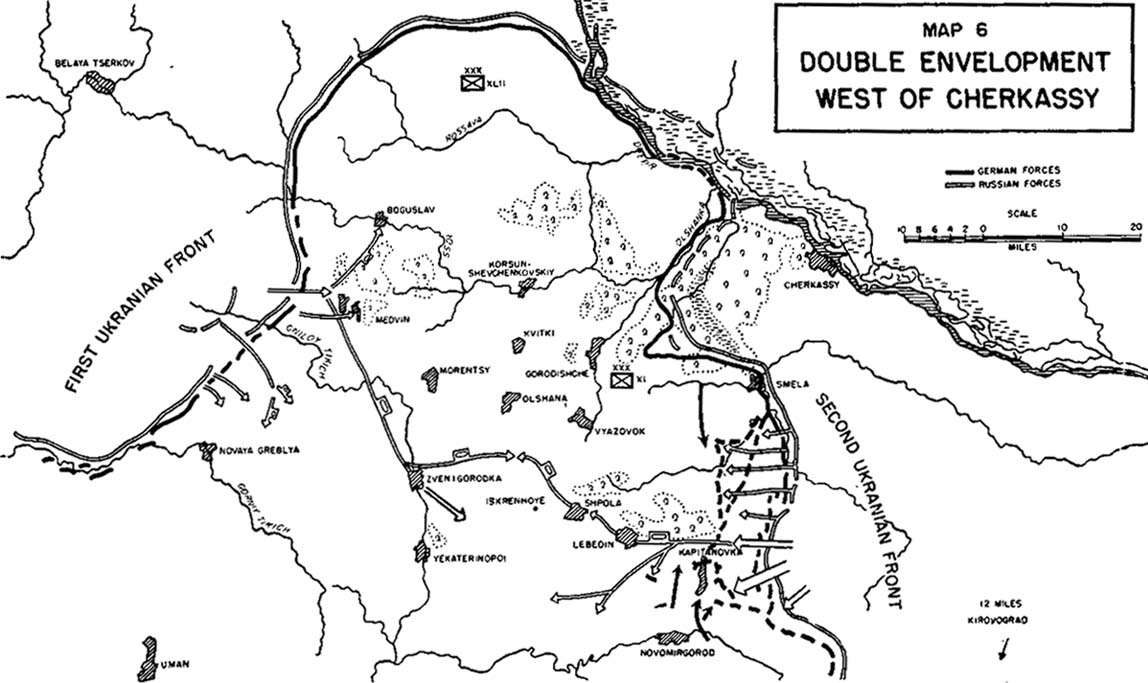
Quân đội Liên Xô tấn công hai bên sườn Cụm quân Đức ở Korsun–Shevchenkovsky, tháng 1 năm 1944

Chỉ thị của Đại bản doanh Liên Xô ngày 12 tháng 1 quy định thời điểm tấn công vào ngày 25 tháng 1. Tuy nhiên, I. S. Konev đã đề nghị với G. K. Zhukov cho Phương diện quân Ukraina 2 được tấn công sớm hơn một ngày, lấy lý do là "không cho quân Đức có thêm dù chỉ một ngày để nghỉ ngơi". Tuy nhiên, Zhukov đã đoán được điều mà Konev không nói ra. Đó là quãng đường từ Balandino đến Zvenigorodka xa gần gấp đôi quãng đường từ Gynovka (Tynovka) đến Zvenigorodka. Hơn nữa, trên đường tấn công, Tập đoàn quân xe tăng cận vệ 5 phải khắc phục cụm cứ điểm Shpola rất mạnh của quân Đức. Xét thấy việc tấn công trước một ngày của I. S. Konev có lợi cho cả chính bản thân Phương diện quân Ukraina 2 cũng như gánh thêm trách nhiệm khi quân Đức đã dồn sang phía Đông, thuận lợi hơn cho Phương diện quân Ukraina 1 tham gia chiến dịch với ít xe tăng hơn, G. K. Zhukov đã đồng ý.
5 giờ 50 phút sáng 24 tháng 1, hơn 2.500 khẩu pháo trên tuyến đầu của Phương diện quân Ukraina 2 đồng loạt khai hỏa, xen kẽ với các loạt pháo phản lực Katyusha là các loạt súng cối 120 mm, tạo thành các hành lang hỏa lực tàn phá tuyến phòng thủ bên ngoài và chia cắt tuyến này với tuyến phòng thủ bên trong của quân Đức. Hơn 300 phi vụ cường kích và ném bom được Không quân Liên Xô thực hiện trên toàn địa bàn khu vực, kể cả các sở chỉ huy các cụm quân Đức tại Shenderovka, Korsun-Shevchenkovsky và Boguslav. Đòn đột phá mạnh nhất diễn ra trên khu vực Verbovka và Krasnosinsk (Krasnosillya) trên chính diện của Tập đoàn quân cận vệ 4 và Tập đoàn quân 53. Sau hơn một giờ bắn phá của pháo binh và không quân, các tập đoàn quân cận vệ 4, 52 và 53 bắt đầu các trận đột phá tuyến phòng thủ thứ nhất của quân Đức. Đến 9 giờ sáng, Tập đoàn quân cận vệ 4 và Tập đoàn quân 53 (Liên Xô) đã chọc thủng được một cửa mở sâu 3 km, rộng 12 km trên khu vực tam giác Balandino - Krasnosenka (Krasnosillya) - Ositnyazhka. Tập đoàn quân xe tăng cận vệ 5 và Quân đoàn kỵ binh cơ giới cận vệ được đưa ngay vào cửa đột phá và tăng tốc độ tấn công vào tuyến phòng thủ thứ hai của quân Đức, đánh chiếm Ositnyazhka. Đến cuối ngày 24 tháng 1, tuyến phòng thủ phía Đông Nam khu vực Korsun của quân Đức đã bị hỏng một lỗ lớn có chiều sâu 20 km và chiều rộng lên đến 40 km.

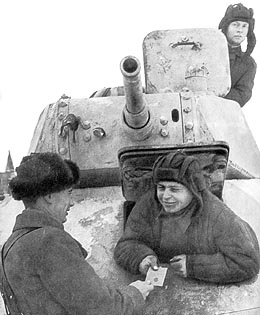
Một tổ lái xe tăng Liên Xô nhận mệnh lệnh tấn công

Cũng trong ngày 24 tháng 1, Tập đoàn quân 52 cũng mở được một đột phá khẩu rộng 6 km, sâu 3 km ở phía Nam Smela. Tướng K. A. Koroteev, tư lệnh tập đoàn quân đã huy động toàn bộ Lữ đoàn xe tăng 173, các trung đoàn pháo tự hành 378, 379 cùng Quân đoàn cơ giới được phối thuộc cho Tập đoàn quân tổ chức vượt sông Tyasmin và tấn công rầm rộ về Olshanka. Phán đoán hướng tấn công chính của Quân đội Liên Xô diễn ra tại đây nhằm bao vây, cô lập sư đoàn 72 và đánh chiếm đầu mối đường sắt Smela, tướng Theo-Helmut Lieb điều Trung đoàn pháo tự hành 202 và Sư đoàn bộ binh 57 phối hợp với Lữ đoàn cơ giới SS SS "Wallon", Sư đoàn bộ binh 389 của Cụm tác chiến Quân đoàn 11 và Sư đoàn xe tăng 14 thuộc quyền chỉ huy của tướng Nikolaus von Vormann tiến ra chặn kích. Sáng ngày 25 tháng 1, Tập đoàn quân 53 tạm dùng tấn công nhưng vẫn mở các trận đột kích cấp sư đoàn, tranh chấp với quân Đức quyền kiểm soát các tuyến đường sắt Smela - Korsun và Smela - Proskurov.
Sáng 25 tháng 1, trong khi Tập đoàn quân xe tăng cận vệ 5 (Liên Xô) đã vượt qua Ositnyazhka, cắt đứt đường sắt Smela - Proskurov và quân Đức còn đang giằng co khu vực Nam Smela với Tập đoàn quân 53 thì đến lượt Phương diện quân Ukraina 1 phát động tấn công. Tập đoàn quân xe tăng 6 và Tập đoàn quân 40 đột phá dọc theo bờ hữu ngạn sông Gniloy Tikich, nhanh chóng đánh chiếm Gynovka, Kosyakovka và lao nhanh về Rizhino, Ryzhanovka. Phát hiện thời cơ thuận lợi khi quân Đức tập trung ngăn chặn Tập đoàn quân xe tăng cận vệ 5, 10 giờ sáng cùng ngày, tướng N.F.Vatutin tung Tập đoàn quân xe tăng 2 vào trận, phối hợp với Tập đoàn quân 27 tấn công dọc theo bờ trái sông Gniloy Tikich, đến cuối ngày, 4 tập đoàn quân của Phương diện quân Ukraina 1 đã khoan sâu lỗ đột phá đến 20 km, uy hiếp cứ điểm Lysianka. Tập đoàn quân 40 bắt đầu ngoặt hướng về phía Nam, che chắn sườn phải cho Tập đoàn quan xe tăng 6. Ở cánh trái mặt trận, Tập đoàn quân 53 rẽ mũi về phía Tây Nam, đánh chiếm Lipyanka, áp sát Tovmach, bắt đầu nới rộng giãn cách với cánh quân xe tăng để tạo vòng vây bên ngoài.
Ngày 25 tháng 1, phát hiện mũi đột kích của Tập đoàn quân xe tăng cận vệ 5 đang hướng đến Shpola, tướng Otto Wöhler điều các sư đoàn xe tăng 3, 11 phản kích vào Lipyanka. Sư đoàn xe tăng 14 được lệnh ngoặt xuống phía Nam từ Tashlyk tổ chức tấn công vào Quân đoàn kỵ binh cơ giới cận vệ 5 đang tiến công dọc bờ trái thượng nguồn sông Tyasmin với mục đích lấp cửa mở và kéo lùi mũi tấn công chủ yếu của Phương diện quân Ukraina 1. Do tổ chức vội vàng, không tập hợp đủ các đơn vị nên đòn đột kích bằng xe tăng của quân Đức không mạnh. Tuy vậy, nó cũng đủ để chia cắt các quân đoàn xe tăng 20 (độc lập) và 29 (Tập đoàn quân xe tăng cận vệ 5 - Liên Xô) trong một ngày. Ngày 28 tháng 1, tướng P. A. Rotmistrov tung thê đội hai là Quân đoàn xe tăng cận vệ 5 và ba trung đoàn pháo tự hành vào trận, chiếm lại Lipyanka. Lợi dụng lỗ hỏng nhỏ trên hướng này, 2/3 Sư đoàn xe tăng 14 (Đức) đã thoát ra ngoài. Trong hơn một tuần sau đó, số đơn vị nằm ngoài vòng vây của Sư đoàn xe tăng 14 (Đức) dù liên tục đột kích nhưng vẫn không thể tiến lên được trước hàng rào phòng ngự tuyến ngoài dày đặc xe tăng, cơ giới và bộ binh Liên Xô.

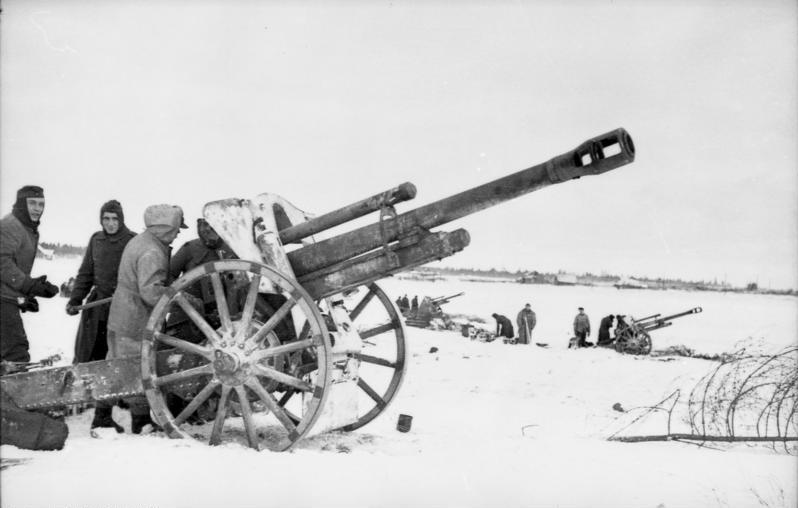
Một khẩu đội pháo 10.5 cm leFH 18M của quân Đức tại chiến trường, tháng 1 năm 1944

Không cản được Tập đoàn quân xe tăng cận vệ 5 (Liên Xô) tiến ra sông Gniloy Tikich, tướng Otto Wöhler điều các sư đoàn xe tăng 3 và 11 cơ động lên phía Tây Bắc và sáng 27 tháng 1 mở mũi đột kích dọc sông Gniloy Tikich về hướng Zvenigorodka với ý định chèn một "cái nêm sắt" vào khu vực dự tính khép vòng hợp vây của Quân đội Liên Xô. Trong khi đó, các quân đoàn xe tăng 20 và 29 (Liên Xô) sau khi giải quyết xong cứ điểm Shpola vẫn còn cách Zvenigorodka một ngày đường. Nắm được tin này, chiều 27 tháng 1, tướng N. F. Vatutin điều Quân đoàn xe tăng cận vệ 5 của Tập đoàn quân xe tăng 6, lữ đoàn xe tăng 233, trung đoàn pháo tự hành 1228 cùng 3 tiểu đoàn bộ binh cơ giới đem theo pháo chống tăng vọt tiến đến Zvenigorodka. Chiều 28 tháng 1, Lữ đoàn xe tăng 233 đã gặp Quân đoàn xe tăng 20 trên cây cầu bắc qua sông Glinoy Tikich tại Zvenigorodka, bắt đầu quá trình khép lại vòng vây. Tập đoàn quân xe tăng 2 tạm thời đình chỉ nhiệm vụ đột kích vào Pochapintsy, phía Nam Korsun-Shevchenkovsky để quay xuống phía Nam, vượt sông Glinoy Tikich tại Lisianka, phối hợp với Tập đoàn quân 40 chuẩn bị chặn đánh đòn phản kích sắp tới của các sư đoàn xe tăng 1, 16, 17 (Đức) và sư đoàn xe tăng 1 SS "Adolf Hitler" mà theo tin tình báo, đang tập trung tại Uman và Khristinovka để kéo lên phía Bắc.
23 giờ ngày 27 tháng 1 diễn ra một sự kiện quan trọng đối với quân đội Liên Xô khi đang tiến hành chiến dịch Korsun-Shevchenkovsky. Để thống nhất chỉ huy chiến dịch bao vây quân Đức tại Korsun-Shevchenkovsky, Đại bản doanh Quân đội Liên Xô ra Chỉ lệnh số 22-00022 chuyển thuộc Tập đoàn quân xe tăng 2, Tập đoàn quân xe tăng 6, Tập đoàn quân 27 và Tập đoàn quân 40 từ Phương diện quân Ukraina 1 sang Phương diện quân Ukraina 2, giao cho tướng I. S. Konev toàn quyền điều hành Chiến dịch Korsun-Shevchenkovsky dưới quyền chỉ đạo của Nguyên soái G. K. Zhukov, và tướng N. F. Vatutin tập trung vào việc chuẩn bị cho các chiến dịch tiếp theo trên hướng Vinitsa, Proskurov, Tarnopol. Nhận được Chỉ lệnh này, N. F. Vatutin cho rằng đó là sự bất công, rằng ông phải được tiếp tục chiến dịch mà ông đã chuẩn bị kỹ lưỡng và cho đến lúc đó nó vẫn tiến triển tốt. Nguyên soái G. K. Zhukov khuyên N. F. Vatutin nên chấp hành nghiêm túc chỉ lệnh này vì mọi việc đâu còn có đó.

### Khi "nồi hơi" được đóng lại

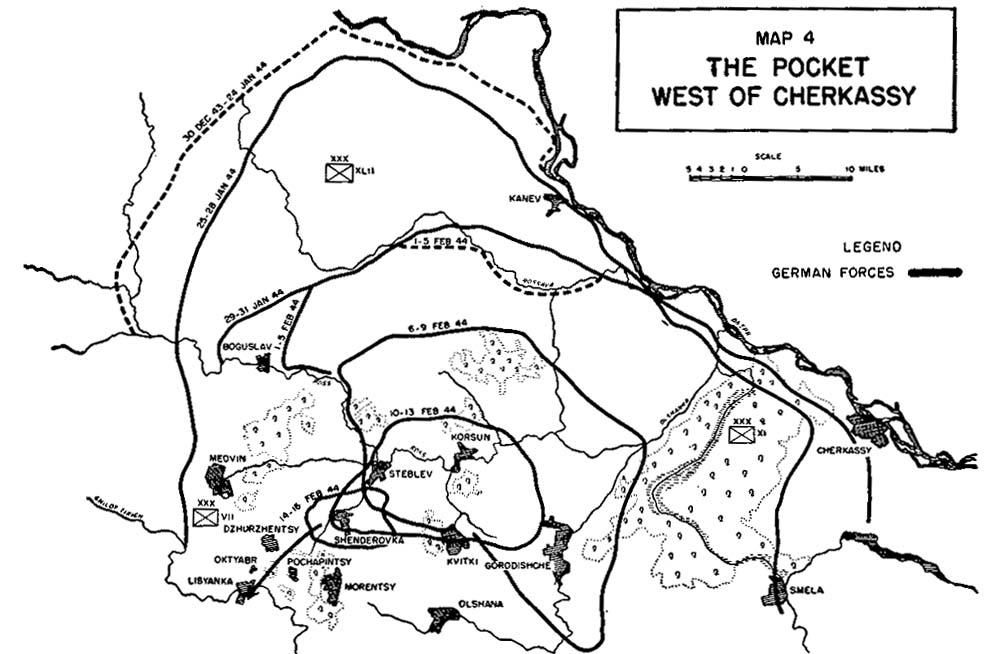
Sơ đồ vòng vây của quân đội Liên Xô quanh khu vực Korsun–Shevchenkovsky thắt chặt từng ngày

Ngày 28 tháng 1, Lữ đoàn xe tăng 155 của Tập đoàn quân xe tăng cận vệ 5 đã đón gặp Lữ đoàn xe tăng 233 của Tập đoàn quân xe tăng 6 (Liên Xô) tại Zvenigorodka. Cũng trong ngày này, Quân đoàn bộ binh 47 của Tập đoàn quân 27 cũng gặp Quân đoàn kỵ binh cơ giới cận vệ 5 tại Olshanka. Vòng vây hai lớp đã khép lại. Bên trong vòng vây là sĩ quan, binh sĩ Đức Quốc xã thuộc 8 sư đoàn bộ binh, 1 sư đoàn xe tăng SS, 1 lữ đoàn cơ giới SS và một trung đoàn thuộc sư đoàn xe tăng 14. Trong các ngày 28, 29 tháng 1, Quân đội Liên Xô nhanh chóng triển khai các tuyến bao vây. Tập đoàn quân 40 (Liên Xô) triển khai vòng vây bên ngoài từ khu vực Gynovka đến Rizino. Tập đoàn quân xe tăng 6 phải triển khai trên hai hướng. Quân đoàn cơ giới 5 chịu trách nhiệm phối hợp với Tập đoàn quân 27 dồn ép Cụm quân Đức trong vòng vây. Quân đoàn xe tăng 6 và Lữ đoàn pháo tự hành 6 chịu trách nhiệm tổ chức phòng thủ từ Rizino qua Ryzhanovka đến Erky. Tập đoàn quân xe tăng cận vệ 5 cũng được chia làm hai. Quân đoàn xe tăng cận vệ 5 bố trí phòng ngự từ Erky đến Tovmach, Quân đoàn xe tăng 29 phòng thủ từ Tolmach đến Novomirgorod. Các đơn vị còn lại phối hợp với Quân đoàn kỵ binh cơ giới cận vệ 5 và Tập đoàn quân 52 thiết lập tuyến bao vây bên trong từ Olshanka đến Moshny, dọc theo sông Olshanka. Tập đoàn quân 53 chịu trách nhiệm phòng thủ từ Tovmach đến Kanizh, dọc theo sông Bolshaya Vyts. Tuy nhiên, vòng vây chưa được thiết lập liên tục và chỗ yếu của nó là nơi tiếp giáp giữa Tập đoàn quân 40 với Quân đoàn xe tăng 5 (Tập đoàn quân xe tăng 6) tại Rizino khi Tập đoàn quân 40 không có xe tăng, còn pháo binh thì không đủ. Một chỗ yếu khác nữa tại Erky, khi quân Đức vẫn chiếm giữ cây cầu trên tuyến đường sắt Shpola - Erky - Uman bắc qua sông Gniloy Tikich. Đây là tuyến phân giới giữa Tập đoàn quân xe tăng cận vệ 5 và Tập đoàn quân xe tăng 6.
Ban đầu, Bộ chỉ huy Cụm tập đoàn quân Nam (Đức) cho rằng việc cụm quân của tướng Wilhelm Stemmermann bị cô lập chỉ là tạm thời. Nhưng hai ngày trôi qua, nguy cơ một "nồi hơi" tại khu vực Korsun-Shevchenkovsky đã trở thành hiện thực. Quân đội Đức Quốc xã không cam chịu để một Stalingrad nữa xảy ra tại Ukraina. Ngày 29 tháng 1, tướng Wilhelm Stemmermann đề nghị thống chế Erich von Manstein cho phá vây. Erich von Manstein trình lên Hitler đề nghị này. Hôm sau, Hitler không thèm trả lời Manstein mà điện thẳng cho cá nhân tướng Wilhelm Stemmermann:
| “               | Các ông có thể trông cậy vào tôi như trông cậy vào bức tường đá. Các ông sẽ được giải phóng khỏi lòng chảo. Còn bây giờ thì hãy cứ cố thủ | ” |
| — Adolf Hitler, | |   |

Hôm sau, thống chế Manstein chỉ được biết đến bức điện này qua báo cáo trên vô tuyến điện của tướng Wilhelm Stemmermann. Góp lời với Führer, tướng Hans-Valentin Hube cũng gửi một bức điện ngắn gọn cho Cụm quân Đức trong vòng vây:
| “                     | Chúng tôi sẽ giải cứu cho các bạn | ” |
| — Hans-Valentin Hube, |                                   |   |

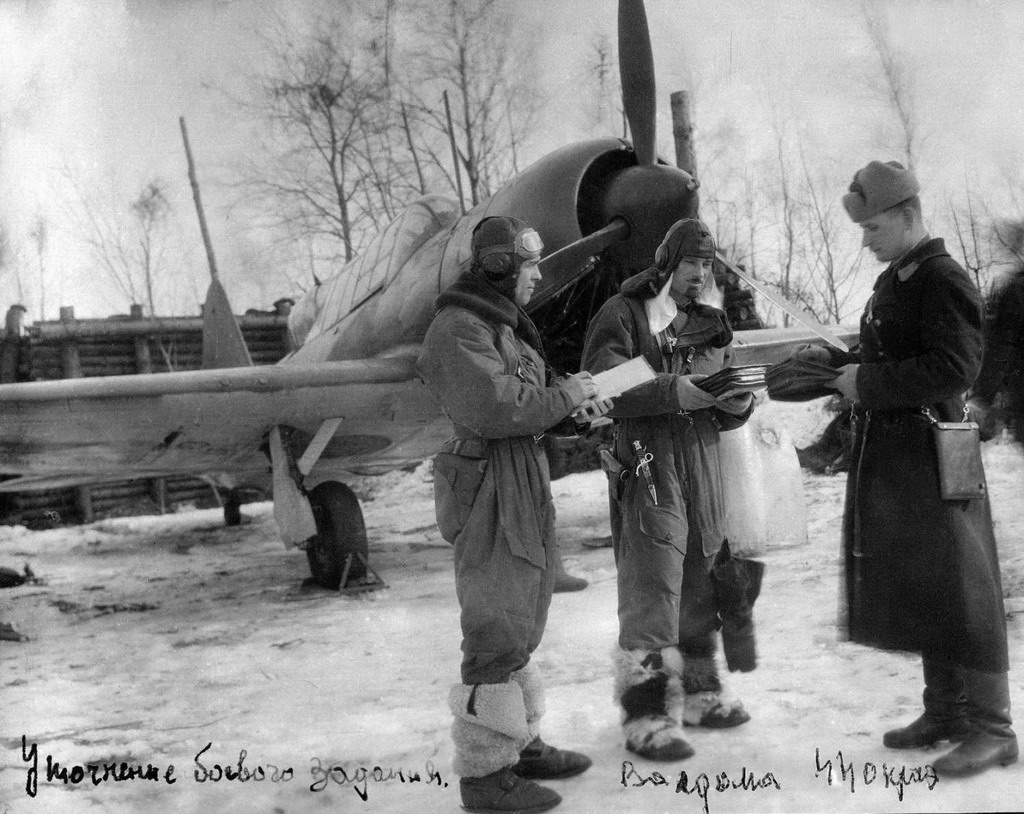
Không quân Liên Xô chuẩn bị xuất kích phong tỏa khu vực Korsun–Shevchenkovsky

Trong khi nhóm quân của tướng Wilhelm Stemmermann đang chống đỡ với các đòn đánh vây ép của 6 quân đoàn bộ binh và 3 quân đoàn xe tăng Liên Xô thì tướng Hans-Valentin Hube bắt đầu vạch kế hoạch phản công giải vây. Rút kinh nghiệm cuộc giải vây thất bại ở Stalingrad năm 1942, thống chế Manstein chỉ đạo cả Tập đoàn quân 8 và Tập đoàn quân xe tăng 1 cùng phối hợp. Tập đoàn quân xe tăng 1 tập trung các sư đoàn xe tăng 1, 16, 17 và sư đoàn xe tăng 1 SS kéo lên tập kết tại Buky và Talnoye. Tập đoàn quân 8 tập trung các sư đoàn xe tăng 11, 13 và 2 trung đoàn còn lại của sư đoàn xe tăng 14 vào hướng Erky - Zvenigorodka, mũi thứ yếu vẫn làm như đang tập trung đột kích vào Tovmach - Shpola. Từ ngày 29 tháng 1, theo yêu cầu của tướng Stemmermann, Tập đoàn quân không quân 4 (Đức) bắt đầu tiếp tế đạn dược và lương thực cho cụm quân bị bao vây. Tuy nhiên, không thể sử dụng các máy bay vận tải cỡ lớn Ju-52 như ở Stalingrad vì tại khu vực Korsun chật hẹp không có các đường băng lớn. Các máy bay vận tải loại nhỏ được huy động. Trong suốt chiến dịch, khoảng 2.000 thương binh Đức đã được sơ tán bằng đường không.
Từ ngày 29 tháng 1, Quân đội Liên Xô liên tục vây ép cánh quân Đức bị vây. Trong khi ở phía Bắc, Tập đoàn quân 27 và một phần Tập đoàn quân 47 còn chưa có những hành động tích cực thì ở hướng Đông Nam, ngày 30 tháng 1, Quân đoàn kỵ binh cơ giới 5 (Liên Xô) và Quân đoàn bộ binh cận vệ 27 (Tập đoàn quân 52) đã chặn đứng cuộc đột kích của các sư đoàn bộ binh 57, 72, 389 cùng một trung đoàn xe tăng của Sư đoàn xe tăng 14 (Đức) tại khu vực Olshanka - Svetkovo (???) trên thượng nguồn sông Olshanka và bắt đầu dồn quân Đức về Kvitky. Ngày 31 tháng 1, Quân đoàn xe tăng 20 và Quân đoàn bộ binh 73 của Tập đoàn quân 52 đánh chiếm Moshny và Smela, đẩy sư đoàn bộ binh 332 và Lữ đoàn cơ giới SS "Wallon" (người Bỉ) lùi sâu về bên kia sông Ros. Ngày 1 tháng 2, Tập đoàn quân 27 (Liên Xô) bắt đầu tiến xuống phía Nam, đánh chiếm Kagarlyk, Kanev và dồn các sư đoàn bộ binh 88, 112, 168 và 255 về tuyến Boguslav - Mironovka. Ngày 2 tháng 2, Tập đoàn quân không quân 5 (Liên Xô) ném bom phá hủy đường băng ngắn duy nhất tại Korsun-Shevchenkovsky và tổ chức cho hai trung đoàn tiêm kích phối hợp với Tập đoàn quân không quân 2 phong tỏa vùng trời. Ngày 3 tháng 2, nhiều máy bay vận tải Đức bị bắn rơi trên vùng trời. Cầu hàng không của không quân Đức bị cắt đứt, khả năng sơ tán những người bị thương không còn. Mọi cuộc tiếp tế của quân Đức đều phải thực hiện bằng thả dù.
Kể từ đầu chiến dịch, thương vong của các sư đoàn Đức trong vòng vây không ngừng tăng lên. Mỗi ngày có khoảng 300 người chết. Một số trung đoàn của Quân đoàn 11 chỉ còn lại hơn 100 tay súng. Ngày 2 tháng 2, tướng Stemmermann nhận được điện báo từ Vinitsa, yêu cầu rút bỏ các cụm chốt ở phía Bắc, kể cả Boguslav và Mironovka. Thống chế Manstein yêu cầu tập trung các lực lượng chủ yếu của cụm quân bị vây trên khu vực Korsun-Shevchenkovsky và Shenderovka. Sư đoàn xe tăng SS Wiking và Lữ đoàn cơ giới Bỉ "Wallon" phải tạo thành một "tam giác sắt" tại khu vực Shenderovka, Novo Buda và Komarovka, chuẩn bị đón gặp cuộc đột kích của 4 sư đoàn xe tăng Đức từ Buky và Rizino đánh nống lên hướng Lisyanka. Ở phía Bắc, ngày 4 tháng 2, viên tướng chỉ huy Cụm tác chiến độc lập B (Đức) bị thương nặng khi vội vã rút khỏi Boguslav. Xe tăng Liên Xô bắt đầu đuổi theo bộ binh Đức về Korsun. Quân Đức còn rất ít pháo thủ có kinh nghiệm. Trung đoàn pháo binh chống tăng của Sư đoàn bộ binh 255 đã bắn hàng chục thùng đạn nhưng chỉ diệt được một xe tăng Liên Xô. Ngày 5 tháng 2, mọi hi vọng lại được nhen nhóm khi tướng Stemmermann nhận được tin báo Tập đoàn quân 8 qua điện đài: "Chuẩn bị phá vây vào ngày 10 tháng 2, mọi việc cụ thể sẽ có chỉ dẫn sau".
Đến ngày 5 tháng 2, khu vực quân Đức bị bao vây đã thu hẹp đáng kể với chiều dài không quá 45 km và chiều rộng chỉ khoảng từ 15 đến 20 km. Căn cứ vào các tin tức tình báo cho rằng Quân đội Liên Xô đã tập trung đến 26 sư đoàn bộ binh và 7 đến 8 sư đoàn xe tăng và kỵ binh cơ giới để "giải quyết" Cụm quân Đức bị vây, thống chế Erich von Manstein đã tìm ra điểm yếu trên vòng vây phía ngoài của Quân đội Liên Xô. Đó là các trận địa do các Tập đoàn quân 40 và 53 trấn giữ tại Rizino và Novomirgorod, yểm hộ hai bên sườn Tập đoàn quân xe tăng cận vệ 5 và Tập đoàn quân xe tăng 6 (Liên Xô) khi đó đang đóng trên khu vực Zvenigorodka - Shpola. Xác định được hướng đột kích, các sư đoàn xe tăng của Tập đoàn quân xe tăng 1 và Tập đoàn quân 8 được triển khai ngay.

### Giải phóng Korsun-Shevchenkovaky

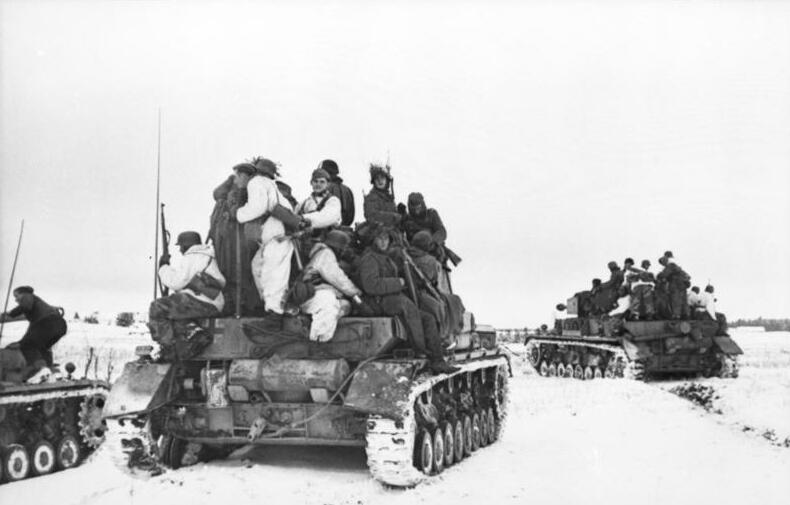
Cuộc phản kích của xe tăng Đức vào vòng vây bên ngoài

Ngày 1 tháng 2, Tập đoàn quân 8 (Đức) tung ra đòn đột kích phá vây đầu tiên tại khu vực Novomirgorod bằng binh lực mạnh của sư đoàn xe tăng 3, 11, 13; 2 trung đoàn xe tăng của Sư đoàn xe tăng 14 cùng 3 sư đoàn bộ binh. Ngày 2 tháng 2, Sư đoàn xe tăng 3 Đức phá được căn cứ đầu cầu của Tập đoàn quân 53 tại Tovmach. Tướng I. S. Konev điều Quân đoàn xe tăng 19 đến cửa đột phá và tăng cường thêm Quân đoàn bộ binh 49 có 4 sư đoàn bộ binh và Lữ đoàn công binh 5 cho cuộc phòng ngự. Các trận địa chống tăng gồm các bãi mìn, chướng ngại vật và các hỏa điểm pháo chống tăng được thiết lập quanh khu vực phía Nam Shpola. Sau 9 ngày đột phá, dù đã chiếm được Lipyanka, các sư đoàn xe tăng Đức chỉ tiến được đến điểm xa nhất không quá 30 km tính từ tiền duyên và vẫn không vượt qua được tuyến Shpola - Ositnyazhka trong khi bị thiệt hại nặng. Ngày 11 tháng 2, Tập đoàn quân xe tăng cận vệ 5 và Tập đoàn quân 53 tiến hành phản đột kích, đánh bật các Sư đoàn xe tăng 3 và 11 (Đức) khỏi Lipyanka. Sư đoàn xe tăng 13 Đức bị không quân Liên Xô liên tục oanh tạc vào đội hình dọc con đường nhựa từ Tovmach đi Shpola, bị thiệt hại nặng và phải lùi về tuyến xuất phát. Ngày 14 tháng 2, Quân đội Liên Xô khôi phục lại trận địa phòng thủ bên ngoài tại khu vực này. Tuy nhiên, đây không phải là hướng đột kích chính mà thống chế Erich von Manstein lựa chọn.
Bên trong vòng vây, ngày 8 tháng 2, tại làng Girovka (???) ngoại vi thành phố Korsun-Shevchenkovsky, các đại tá A. P. Savelyev, A. V. Smirnov và trung tá R. A. Kuznetsov, đại diện Quân đội Liên Xô đã trao cho đại tá Fuker, trợ lý của tướng Stemmermann bản tối hậu thư do Nguyên soái G. K. Zhukov và đại tướng I. S. Konev ký. Tối hậu thư yêu cầu Cụm quân Đức ngừng chiến đấu và ra hàng, bàn giao toàn bộ và nguyên trạng vũ khí, xe pháo, thiết bị quân sự cho Quân đội Liên Xô. Sĩ quan và binh lính Đức sẽ được bảo đảm tính mạng, sau chiến tranh được trả về Đức hoặc đi đến một nước thứ ba nếu họ muốn. Sĩ quan Đức ra hàng sẽ được giữ nguyên đồng phục, phù hiệu, huân huy chương, các tài sản cá nhân có giá trị. Sĩ quan cao cấp sẽ được giữ lại vũ khí cá nhân làm quà tặng. Tất cả những người bị thương và bị ốm sẽ được sự trợ giúp về y tế. Những người ra hàng sẽ được cung cấp khẩu phần lương thực, thực phẩm như binh sĩ Quân đội Liên Xô. Tín hiệu đầu hàng phải phát đi trước 11 giờ ngày 9 tháng 2 năm 1944 (theo giờ Moskva) bằng một lá cờ trắng trên ô tô chở đại biểu của quân Đức chờ sẵn ở đầu làng Girovka. Nếu đến 11 giờ mà chưa nhân được tín hiệu này, Quân đội Liên Xô sẽ tiếp tục tấn công tiêu diệt và trách nhiệm hoàn toàn thuộc về phía người Đức. Các điều kiện đầu hàng này tương tự như những gì mà Quân đội Liên Xô đặt ra cho thống chế Paulus tại Stalingrad một năm trước đó. Tuy nhiên, tin tưởng vào lời hứa của Hitler và Bộ chỉ huy cụm Tập đoàn quân Nam (Đức), tướng Stemmermann đã bác bỏ tối hậu thư này.

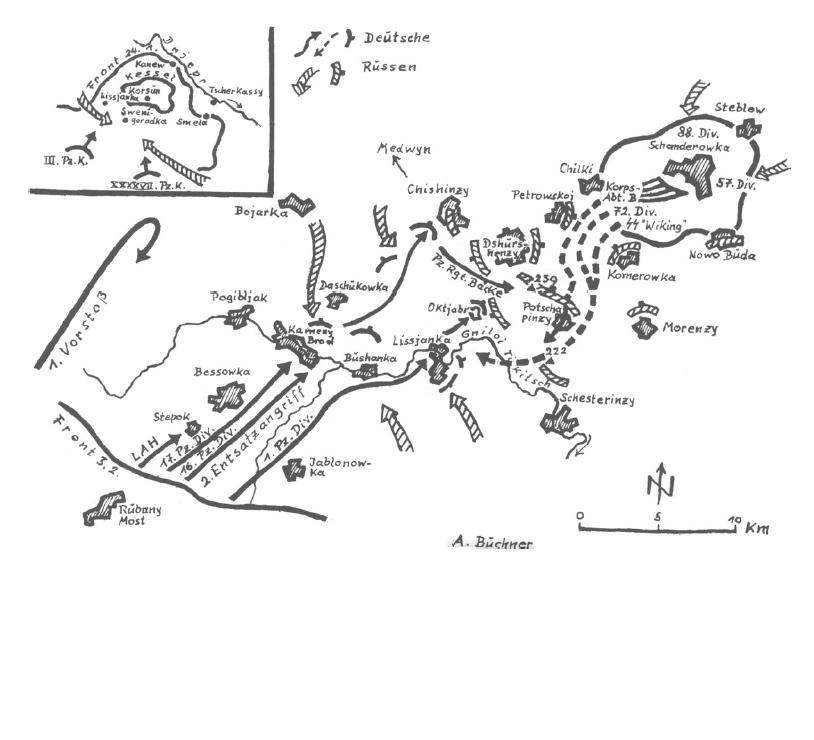
Bản đồ cuộc phá vây của Quân đoàn xe tăng 3 (Đức) và cuộc tháo chạy của Cụm tác chiến B (Đức)

Ngày 6 tháng 2, Tập đoàn quân xe tăng 1 (Đức) mới tập kết đủ các sư đoàn xe tăng tại khu vực Buky và Talnoye. Ngày 8 tháng 2, các sư đoàn xe tăng 1, 16, 17, sư đoàn xe tăng 1 SS "Adolf Hitler" và 2 sư đoàn bộ binh Đức mở cuộc đột kích chính để giải vây vào chỗ tiếp giáp giữa Tập đoàn quân xe tăng 6 và Tập đoàn quân 40 tại khu vực Rizino và Ryzhanovka. Các cuộc tấn công của quân Đức diễn ra trên một chính diện hẹp chỉ 14 km đã tăng sức đột phá của các xe tăng. Quân đoàn bộ binh 51 (Tập đoàn quân 40) bị thiệt hại nặng và bị đánh bật khỏi Rizino. Quân đoàn xe tăng cận vệ 5 của Tập đoàn quân xe tăng 6 chỉ có 110 xe tăng và 28 pháo tự hành không thể đấu nổi với 4 sư đoàn xe tăng Đức có số xe tăng áp đảo gấp 3 lần đã phải vừa đánh, vừa lùi về giữ Buzhanka. Ngày 9 tháng 2, 4 sư đoàn xe tăng Đức tiếp tục vượt qua Buzhanka, đột phá lên phía Đông Bắc, đánh chiếm Lisyanka và triển khai quân trên bờ Nam sông Gniloy Tikich. Ngày 11 tháng 2, tướng I. S. Konev mới được báo cáo về cuộc đột phá của xe tăng Đức. G. K. Zhukov trách cứ I. S. Konev đã nắm tình hình muộn và ngay lập tức, ông trực tiếp điều động Tập đoàn quân xe tăng 2 từ lực lượng dự bị của phương diện quân đang có mặt tại phía Tây Korsun-Shevchenkovsky tiến ra chặn kích. Ngày 12 tháng 2, Tập đoàn quân xe tăng 2 gồm 2 quân đoàn xe tăng, 1 lữ đoàn xe tăng độc lập và Quân đoàn cơ giới 5 (Tập đoàn quân xe tăng 6) đã triển khai xong trên bờ Bắc sông Gniloy Tikich, tạo thành bức vách thép chặn giữa cánh quân xe tăng Đức đến giải vây và cánh quân bị vây của tướng Stemmermann.
Ngày 12 tháng 2, các sư đoàn xe tăng SS "Adolf Hitler" và 16 (Đức) thay nhau đột phá qua điểm nút Lisyanka nhưng không một xe tăng Đức nào qua được sông Tikich. Hai sư đoàn xe tăng còn lại phải làm nhiệm vụ yểm hộ hai bên sườn, liên tục cản phá các đòn công kích của Quân đoàn xe tăng 29 (Tập đoàn quân xe tăng cận vệ 5) từ phía Tây và Quân đoàn xe tăng 6 (Tập đoàn quân xe tăng 6) từ phía Đông. Nhận được tín hiệu phá vây, tướng Stemmermann lệnh cho Sư đoàn xe tăng SS "Wiking" và Lữ đoàn cơ giới SS "Wallon" tấn công qua Shenderovka về Pochapintsy, mở đường thoát vây. Sư đoàn bộ binh 72 và Sư đoàn bộ binh 112 tiến theo sau. Sư đoàn bộ binh 57 và Trung đoàn xe tăng của Sư đoàn xe tăng 14 đi sau cùng cản hậu. Ngày 14 tháng 2, tướng I. S. Konev huy động Quân đoàn xe tăng cận vệ 5, Quân đoàn xe tăng 20, Quân đoàn xe tăng và Quân đoàn bộ binh cận vệ 27 (Tập đoàn quân 53) tổ chức phản đột kích vào Shenderovka. Đòn tấn công đã cắt cụm quân của tướng Stemmermann làm đôi. Đại bộ phần bị dồn trở lại Korsun-Shevchenkovsky gồm tàn quân của các sư đoàn bộ binh 57, 88, 255, 332, 389 và trung đoàn còn lại của Sư đoàn xe tăng 14. Chỉ có tàn quân của Sư đoàn xe tăng SS "Wiking", Lữ đoàn cơ giới SS "Wallon", Sư đoàn bộ binh 72 và một phần Sư đoàn bộ binh 168 chạy thoát về đến được các làng Pochapintsy, Novo Buda và Khilky nhưng vẫn còn cách bờ Bắc sông Tikch khoảng hơn 20 km, trong số này có tướng Stemmermann.
Ngày 14 tháng 2, Quân đội Liên Xô bắt đầu tảo thanh khu vực Korsun-Shevchonkovsky. Hầu hết tàn quân của 5 sư đoàn bộ binh và 1 trung đoàn xe tăng (Đức) đều hạ vũ khí đầu hàng ngay trong ngày 14 tháng 2. Những toán quân Đức còn tiếp tục chống cự đều bị tiêu diệt. Quân đội Liên Xô giải phóng thành phố. Chỉ có Sư đoàn bộ binh 57 và trung đoàn còn lại của trụ lại tại Shenderovka còn cố gắng phá vây để theo kịp tướng Stemmermann nhưng mọi cố gắng của lính xe tăng Đức đều vô ích. Sư đoàn bộ binh 57 bị tiêu diệt và bắt làm tù binh tại Shenderovka. Bộ Tổng tư lệnh Đức sau đó đã phải tái lập hoàn toàn sư đoàn này và bố trí nó trên hướng Brest-Litovsk - Minsk - Orsha. Trung đoàn xe tăng của Sư đoàn xe tăng 14 cũng chịu chung số phận. Ngày 16 tháng 2, nhóm quân của tướng Stemmermann bắt đầu thực hiện Cuộc tháo chạy qua "cánh cửa địa ngục".

### Cuộc tháo chạy qua "cánh cửa địa ngục" của quân đội Đức Quốc xã
Đòn phá vây của 4 sư đoàn xe tăng Đức ở phía Tây Nam cái chảo Korsun đã bị chặn đứng bởi địa hình, sự thiếu hụt nhiên liệu của quân Đức và sự điều động kịp thời Tập đoàn quân xe tăng 2 của Quân đội Liên Xô đến đột phá khẩu. Thế nhưng, tướng Hube vẫn không từ bỏ ý định cứu thoát, dù chỉ một nhóm quân Đức thoát khỏi vòng vây. Sau nhiều đợt tấn công quyết liệt, xe tăng Đức vẫn không thể hạ được cứ điểm Đồi 239 để tiến tới Shenderovka. Tiếp đó, các đợt phản kích của Quân đoàn xe tăng 29 (Tập đoàn quân xe tăng cận vệ 5) và Quân đoàn xe tăng 6 (Tập đoàn quân xe tăng 6) của Quân đội Liên Xô đã buộc Quân đoàn xe tăng 3 (Đức) phải chống đỡ cả hai bên sườn. Ngày 16 tháng 2, Stemmermann đã nhận được thông báo qua điện đài vô tuyến từ Tập đoàn quân 8:
| “ | Khả năng hành động của Quân đoàn xe tăng 3 bị hạn chế bởi tình hình thời tiết và tiếp vận. Cụm tác chiến Stemmermann phải tự mình thực hiện phá vây đến tuyến Zhurzintsy-Đồi 239. Tại đây sẽ tiếp tục bắt liên lạc với Quân đoàn xe tăng 3. | ” |

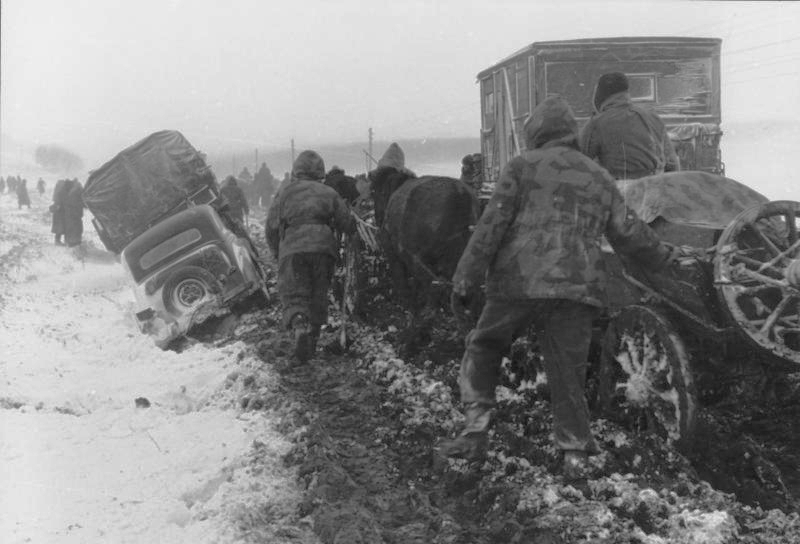
Quân Đức tháo chạy qua "cánh cửa địa ngục" đầy tuyết và bùn

Tuy nhiên, thông báo này không hề đề cập tới việc Zhurzhintsy cũng như đồi 239 khi đó đang nằm trong tay ai và điều này đã khiến Cụm tác chiến Stemmermann phải trả giá đắt trong cuộc đào thoát. Thiếu tướng Theo-Helmut Lieb được chỉ định làm chỉ huy cuộc phá vây này. Khoảng cách giữa cụm tàn quân của Stemmermann và Quân đoàn xe tăng 3 (Đức) chỉ còn khoảng 7 km, nhưng tại 7 km đó, tướng I. S. Konev đã tái bố trí lực lượng để chuẩn bị cho một đòn quyết định dự kiến sẽ diễn ra vào ngày 17 tháng 2. Ngoài Tập đoàn quân xe tăng 2 và Quân đoàn xe tăng 29 (Tập đoàn quân xe tăng cận vệ 5) có mặt trên khu vực, Quân đoàn kỵ binh cơ giới cận vệ 5 và Quân đoàn xe tăng 18 vừa thu hồi Korsun-Shevchenkovsky cũng được điều đến bờ Bắc sông Gniloy Tikich. Tất cả những đơn vị đó đang chặn ngang khoảng cách 7 km giữa Quân đoàn xe tăng 3 và Cụm quân của tướng Stemmermann.
Trong số các tướng lĩnh Đức Quốc xã đang tháo chạy, tướng Theo-Helmut Lieb cùng đi với 12 xe tăng còn lại của Sư đoàn xe tăng SS "Wiking" làm nhiệm vụ mở đường. Tướng Stemmermann đi phía sau với đội chặn hậu gồm 9 xe cơ giới của Lữ đoàn SS "Wallon" (Bỉ). Tổng số quân khoảng 6.500 người là những gì còn sót lại của 10 sư đoàn Đức trong "cái chảo". Ngay cả khi người ta tính rằng, "cái chảo" giờ thu hẹp lại với đường kính chỉ còn 5 cây số thì điều đó có nghĩa là tướng Stemmermann vẫn không có đủ không gian để thực hiện vận động. Shenderovka, trước đây từng được xem là lối thoát cho số quân bị vây, nay trở thành "cánh cửa địa ngục". Không quân và pháo binh Liên Xô hầu như oanh tạc cả ngày lẫn đêm. Máy bay tiêm kích Đức chỉ có thể hạn chế hỏa lực của họ trong một thời gian ngắn vào ban ngày. Nhật ký của Trung úy Leiner Veber, thuộc Sư đoàn bộ binh 72 (Đức) đã mô tả những cảnh tượng hãi hùng với biển lửa ngút trời do các đợt oanh tạc ban đêm của quân đội Xô Viết cùng với đủ thứ xe cơ giới cháy đen hoặc bị bỏ hoang nằm vương vãi khắp nơi, cùng với thương binh la liệt và các đơn vị rối loạn hàng quân trên những còn đường lầy lội. Sáng 17 tháng 2 năm 1944, Thống chế Manstein, không cần Hitler cho phép, đã qua vô tuyến điện gửi mệnh lệnh cho phép phá vây đến tướng Stemmermann:
| “                      | Mật khẩu "Tự do", mục tiêu Lysyanka, 23 giờ. | ” |
| — Erich von Mainstein, |                                              |   |

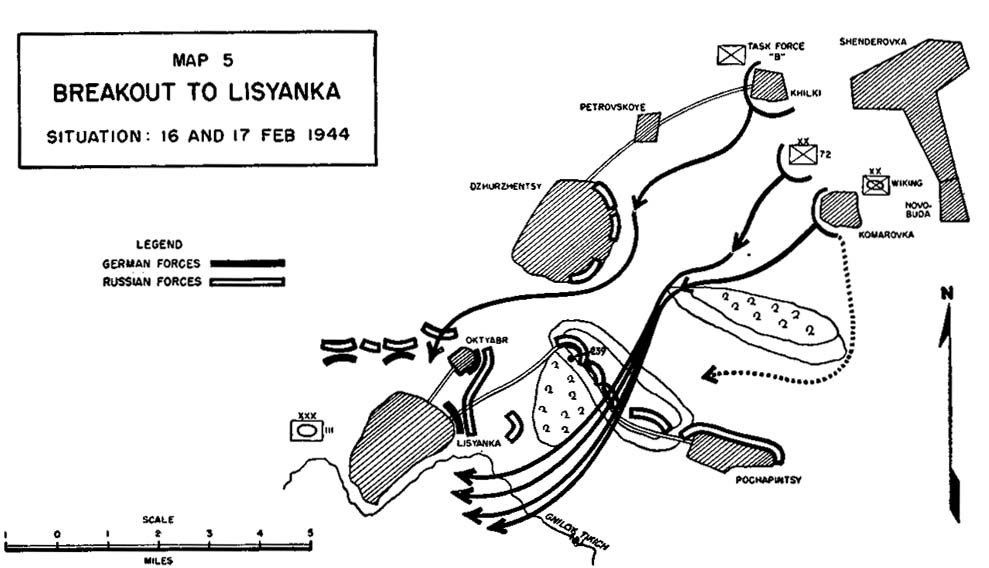
Sơ đồ cuộc tháo chạy của quân Đức.

Các tướng Stemmermann và Lieb miễn cưỡng để các thương binh nặng nằm lại Komarovka cho các bác sĩ và sĩ quan trực nhật coi sóc. Quân Đức bắt đầu khởi hành lúc sẩm tối và được chia thành 3 cánh. Nhóm quân thuộc Sư đoàn 168 ở cánh Bắc. Nhóm quân thuộc Sư đoàn 72 ở cánh Nam. Nhóm quân Sư đoàn xe tăng SS "Wiking" đi giữa. Nhóm quân của Trung đoàn 105 tách ra xa cánh phải để trinh sát và làm trắc vệ. 0 giờ 30 phút sáng 18 tháng 2, 2 tiểu đoàn của Trung đoàn 105 đã vượt qua hai tuyến cảnh giới trong của Quân đội Liên Xô và đến 4 giờ 10 phút thì tiếp cận Nông trường tháng Mười (làng Oktyabr). Phát hiện toán quân Đức phá vây, Quân đoàn kỵ binh cơ giới cận vệ 5 lập tức báo động. Trung đoàn xe tăng 2 của Quân đoàn kỵ binh cơ giới cận vệ 5 từ điểm cao 239 tràn xuống đánh vào giữa đội hình hành quân của nhóm quân thuộc Sư đoàn xe tăng SS "Wiking". Trung đoàn pháo binh 1228 được lệnh pháo kích vào các làng Oktyabr, Zhurzhyntsy và Pochapintsi, nơi các nhóm quân Đức đang tạm trú chân chờ Quân đoàn xe tăng 3 (Đức) đánh vào. Nhưng Sư đoàn xe tăng 16 (Đức) đã bị Quân đoàn xe tăng 3 (Liên Xô) chặn đứng trên bờ sông Tikich, chỉ có thể dùng hỏa lực để yểm hộ cho Trung đoàn 105 (Đức). Bỏ lại toàn bộ quân nhu và xe ngựa, hơn 600 lính Đức còn sót lại của Trung đoàn 105 tiếp cận được Lisyanka. Tại cánh trái, quân của tướng Stemmermann và đội chặn hậu của ông ta cũng phải chống trả kịch liệt các đòn tập kích của Quân đoàn xe tăng 29 (Liên Xô). Đội quân trinh sát của tướng Stemmermann đem về cho ông ta những tin tức ảm đạm. Điểm cao 239 hiện đang nằm trong tay Quân đoàn kỵ binh cơ giới cận vệ cận vệ 5 (Liên Xô). Các đợt công kích của quân Đức vào cứ điểm này đều bị Hồng quân đánh tan và quân Đức không còn cách nào khác buộc phải đi vòng qua nó. Điểm cao 239 trở thành một chướng ngại vật "không thể vượt qua được" đối với quân Đức. Nó khóa chặt đường rút lui, buộc người Đức phải dạt về phía Đông Nam để tới được bờ sông Gniloy Tikich. Số quân này đã bị kẹt lại ở một nơi hoàn toàn khác với dự kiến, dẫn đến những hậu quả kinh khủng cho họ sau đó. 10 giờ sáng, kế hoạch đào thoát của nhóm quân Đức đã phá sản. Phần lớn các xe tăng và trang bị nặng của quân Đức còn sót lại không thể vượt qua những sườn đồi lầy lội và trơn tuột. Nhiều vũ khí, trang bị đã phải bị phá hủy và bị bỏ lại sau khi hết sạch đạn dược.
Trong ngày 18 tháng 2, Quân đội Liên Xô tiếp tục tảo thanh các khu làng Nông trang tháng Mười, Zhurzhyntsy, Petrovskoye (Petrovskoe Guta), Pochapinsky, bắt sống hàng nghìn tù binh và thu nhiều vũ khí, quân trang, quân dụng. Tại một cánh ruộng gần làng Zhurzhyntsi, binh sĩ của Sư đoàn bộ binh cận vệ 41 (Liên Xô) đã phát hiện được xác tướng Wilhelm Stemmermann. Quân đội Liên Xô cho chôn cất ông ta theo nghi thức nhà binh. Một nhóm quân Đức, trong đó có tướng Theo-Helmut Lieb cùng với 8 xe tăng còn sót lại của Sư đoàn xe tăng SS "Wiking" được Sư đoàn xe tăng 1 (Đức) giải thoát tại một cây cầu tạm bắc qua sông Glinoy Tikich ở phía Nam Lisyanka khoảng 5 km. Phát hiện quân Đức thoát vây, pháo binh Liên Xô tiếp tục nã đạn vào khu vực phía Nam Pochapintsy dọc hai bờ sông. Tại làng Pochapintsy, Trung đoàn bộ binh 17 thuộc Sư đoàn bộ binh 41 (Liên Xô) và Tiểu đoàn xe tăng 212 (Quân đoàn kỵ binh cơ giới cận vệ 5) đã chặn đánh nhiều cuộc công kích của tàn quân thuộc Sư đoàn bộ binh 72 (Đức) có xe tăng yểm hộ, phá hủy 2 xe tăng, 1 pháo chống tăng, loại khỏi vòng chiến đấu gần 1.000 lính Đức, bắt khoảng 200 tù binh. Tại bến vượt, sau khi vài chiếc xe tăng Đức sang được bờ bên kia, cây cầu do lính Sư đoàn xe tăng 5 SS của tướng Herbert Otto Gille vừa xây dựng xong đã bị pháo binh Liên Xô bắn gãy. Tướng Theo-Helmut Lieb và trung tá Franz Bäke phải ngồi lên ngựa và lội qua sông. Nhiều lính Đức chết cóng và chết đuối khi cố bơi qua qua con sông mùa đông lạnh giá. Đến cuối cuộc đào thoát, công binh Đức đã đốn gỗ để xây dựng thêm hai cây cầu và nhóm quân Đức cuối cùng đã qua sông trên những cây cầu tạm đó cùng với 20 chiếc xe kéo bằng ngựa chở chừng 600 thương binh.
Một hạ sĩ quan của Sư đoàn bộ binh 72 (Đức), sau này bị bắt làm tù binh ở khu vực Brest đã kể lại khoảnh khắc đầy bi thảm cho số quân Đức bị vây:
Dưới bầu trời vàng rực của buổi sáng sớm và trên mặt đất phủ tuyết ẩm ướt, các xe tăng Liên Xô xông thẳng vào các hàng quân Đức, xới lên cày xuống và đè bẹp mọi thứ dưới bánh xích của họ. Gần như cùng lúc, vô số kỵ binh Cossack chạy ra phía trước để chém giết những lính Đức đang bỏ chạy tháo thân về phía đồi, những cánh tay giơ lên xin đầu hàng cũng bị lưỡi kiếm Cossack chặt đứt. Cuộc chém giết kéo dài vài giờ và tại con đường dẫn đến bờ sông Gniloy Tikich, những người còn sống sót sau vụ chạm trán đầu tiên giữa quân Đức và quân Liên Xô đã mở đường máu chạy tháo thân.— John Erickson, The Road to Berlin, tr. 178.
Trong cuộc đào thoát có một không hai này, những nỗ lực của Quân đoàn xe tăng 3 (Đức) chỉ cứu được một phần nhỏ binh lực của Cụm tác chiến Stemmermann. Đơn vị có đóng góp đáng kể nhất cho cuộc thoát vây là Trung đoàn xe tăng hạng nặng của trung tá, tiến sĩ Franz Bäke. Đơn vị này được trang bị một số xe tăng hiện đại như Con hổ và Con báo cùng với 1 tiểu đoàn công binh chuyên trách bắc cầu và mở đường.

## Kết quả, đánh giá và ảnh hưởng

### Kết quả

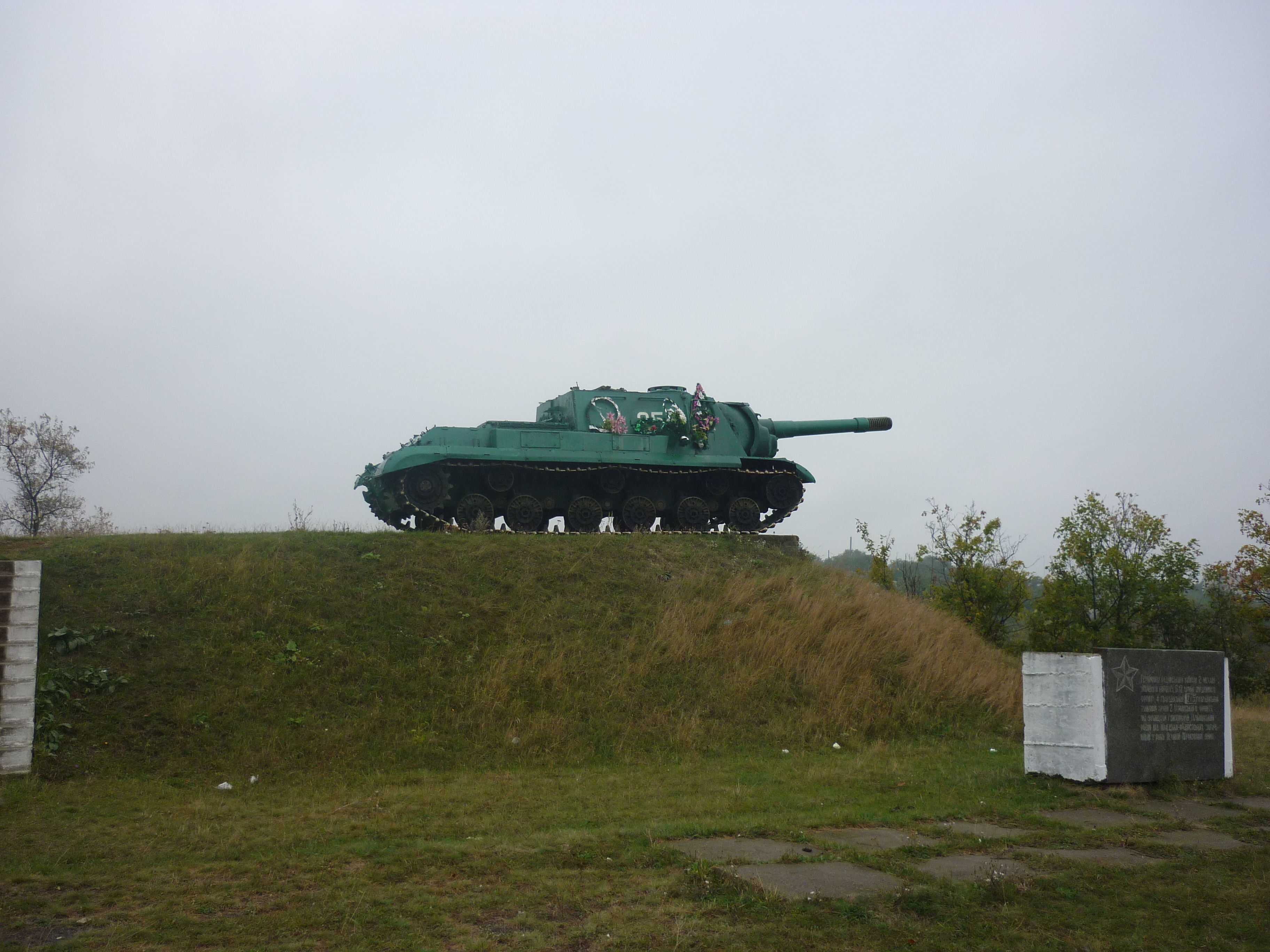
Đài kỷ niệm trận đánh của Tập đoàn quân xe tăng 2 (Liên Xô) trên bờ sông Tikich trong chiến dịch Korsun–Shevchenkovsky

Số liệu về thiệt hại của các bên trong Chiến dịch hợp vây Korsun–Shevchenkovsky rất khác nhau. Do sau chiến dịch, chiến trường nằm trong tay Liên Xô nên mọi thông tin về tổn thất của Quân đội Liên Xô đến từ phía Đức cũng như các đồng minh Anh, Hoa Kỳ của Liên Xô đều là các phỏng đoán. Trong các thống kê của nhà nghiên cứu Grigoriy Krivosheev trong "Tổn thất của quân đội Nga trong thế kỷ XX" (Olma xuất bản năm 2001) cũng chỉ tổng kết chung cho toàn bộ các hoạt động quân sự của Liên Xô tại Dniepr-Carpath. Còn tài liệu "Nghiên cứu lịch sử - Kinh nghiệm của lực lượng Đức bị bao vây ở Nga" do Quân đội Mỹ ấn hành năm 1952 thì hoàn toàn không có một số liệu chuẩn xác nào về thương vong của Quân đội Liên Xô trong chiến dịch này.
Số liệu tổn thất 24.286 chết và bị bắt, 55.902 bị thương của Quân đội Liên Xô mà bài Tiểu luận "Giải phóng" đăng trên chuyên san "Chiến tranh vệ quốc vĩ đại", một phụ bản của "Tạp chí nghiên cứu lịch sử quân sự Nga" số 3 năm 1999 (Великая Отечественная война 1941—1945": Военно-ист. очерки: Кн. 3: Освобождение. М., 1999. С. 433) là số liệu gần như duy nhất có từ phía Nga cho đến thời điểm hiện tại. Tổn thất này chiếm khoảng 10% tổng số tổn thất của Quân đội Liên Xô trong toàn bộ Chiến dịch tấn công hữu ngạn Dniepr Số liệu do Frieser đưa ra cũng giống như người Nga. Trong số 80.188 quân nhân Liên Xô bị loại khỏi vòng chiến đấu, có 24.286 người chết và mất tích.
Về phía Quân đội Đức Quốc xã, các tài liệu cũng đưa ra những con số khá chênh lệch. Các báo cáo lưu trữ của Quân đội Đức Quốc xã do quân Đồng Minh Anh-Mỹ thu giữ được chỉ ghi nhận con số 20.597 thương vong của Quân đội Đức Quốc xã, không rõ số tù binh bị Quân đội Liên Xô bắt. Nikolas Zetterling và Anders Frankson trong "Korsun Pocket - The Encirclement and Breakout of a German Army in the East 1944" (Havertown, PA, 2008); được Georgy Fogel (Nga) dịch thành cuốn sách có nhan đề "Những nạn nhân của chiến thắng - Người Đức trong "nồi hơi" Korsun". (Moskva. 2010) thì phỏng đoán con số trên 40.000 quân Đức bị chết, bị thương và bị bắt trong chiến dịch này. Tuy nhiên, các số liệu của cả Nikolas Zetterling và Anders Frankson mới chỉ tính đến cuộc phá vây từ bên trong của Cụm quân Đức bị vây mà chưa thống kê hết các số liệu thương vong của quân Đức trong các trận tấn công hợp vây của Quân đội Liên Xô cũng như các trận đánh phá vây từ bên ngoài của 8 sư đoàn xe tăng và 6 sư đoàn bộ binh Đức để giải cứu cho cụm quân bị vây. Các tài liệu Nga đưa ra con số lớn hơn. Anatoli Nikolayavich Grylov tại cuốn sách "Dniepr-Carpath-Krym" cho rằng đã có tổng số khoảng 55.000 quân Đức chết và mất tích trong toàn bộ chiến dịch cùng với 18.000 người khác bị bắt làm tù binh. Trong đó có 27.000 quân Đức thiệt mạng vầ bị thương cùng với 1.500 người bị bắt trong các trận đánh ở vòng vây bên ngoài. Cũng theo A. N. Grylov, có khoảng 2.000 đến 3.000 quân Đức đã thoát khỏi vòng vây bằng nhiều cách khác nhau.
Dù sao thì kết quả rõ rệt nhất là trận chiến tại Korsun–Shevchenkovsky là những thiệt hại nghiêm trọng của 10 sư đoàn Đức trong vòng vây, bao gồm cả Sư đoàn thiết giáp SS số 5. 6 trong số 10 sư đoàn này đều bị tổn thất từ 70 đến 90% quân số và được rút ra tuyến sau để xây dựng bộ khung chỉ huy, nhập quân số mới và trang bị lại từ đầu. Phần lớn lính Đức chạy thoát được đều phải đưa đi chữa trị ở các trung tâm phục hồi chức năng hoặc các bệnh viện ở Ba Lan, hoặc tệ hơn là buộc phải cho họ giải ngũ trở về nhà. Chính thống chế Erich von Manstein trong cuốn "Những thắng lợi đã mất" của ông cũng thừa nhận rằng quân Đức đã mất hơn 40.000 người trong chiến dịch này, trong đó có khoảng 30.000 người đã phải bỏ mạng trong vòng vây; và đây chính là lý do đã khiến Hitler cho rằng ông đã giết chết hàng nghìn người Đức, một trong những lý do để Hitler cách chức ông vào mấy tháng sau đó.

### Đánh giá
Trận "tiểu Stalingrad" bên sông Dniepr đã để lại những ký ức rất khó quên đối với người Đức. Sau chiến tranh, Quân đội Hoa Kỳ đã tổ chức cho các cựu tướng lĩnh Đức Quốc xã viết lại hồi ký trong dự án lịch sử quân sự của họ. Một trong những người thoát vây, tướng Theo-Helmut Lieb, tư lệnh Quân đoàn 42 kể lại:
Tôi được giao chỉ huy những thứ còn sót lại của Cụm quân Stemmermann. Tình hình lúc đó như sau: người của Sư đoàn Wiking và Sư đoàn số 72 như trộn lẫn lung tung vào nhau. Họ chẳng còn có lấy một chiếc xe tăng, một khẩu pháo, một chiếc xe hơi hay một chút quân nhu nào. Nhiều binh sĩ gần như không còn vũ khí, thậm chí có khá nhiều người cũng không còn cả giầy dép. Không có bất cứ sư đoàn nào có thể được coi là còn sức chiến đấu. Một trung đoàn của Lực lượng đặc nhiệm B còn một vài đơn vị pháo binh hỗ trợ, nhưng họ cũng chẳng còn phương tiện cơ giới nào và cũng hết nhẵn cả quân nhu. Số binh sĩ bị thương vào khoảng 2.000 người và đang nương náu tại các nhà dân ở Lisyanka, sau đó họ được di tản đi bởi máy bay.

Vì không có đủ phương tiện và nhiên liệu, Quân đoàn xe tăng 3 không thể tăng viện cho các sư đoàn của nó tại Lisyanka và Oktyabr. Tư lệnh quân đoàn, người nói chuyện điện thoại với tôi, thông báo rằng ông ta buộc phải phòng ngự trước những đợt tấn công dữ dội của quân Nga mạn Tây Bắc, trong khu vực ngay sát phía Tây của Lisyanka. Ông ta không còn dự trữ thêm của bất cứ loại quân nhu nào, và các đơn vị tuyến đầu của ông ta không có khả năng tiếp tế cho những binh sĩ nằm trong vòng vây. Vì vậy tôi phải ra lệnh cho lực lượng bị vây, trong điều tiện tồi tệ của họ, hãy cố gắng mở đường về phía Tây, trong khi tôi yêu cầu tiếp tế, di tản binh sĩ thương vong bằng máy bay và mang các phương tiện cơ giới và vũ khí từ hậu tuyến.— General Theo-Helmut Lieb
Trong khi người Đức đổ dồn mọi sự chú ý vào "cái chảo" Korsun, Quân đội Liên Xô lại tiếp tục giáng đòn tấn công vào các khu vực khác của Cụm Tập đoàn quân Nam. Các tập đoàn quân 13 và 60 của Phương diện quân Byelorussia 2 tiến về phía Nam đầm lầy Pripyat, giải phóng Rovno và Lutsk. Về phía Nam, các phương diện quân Ukraina 3 và 4 của Malinovsky và Tolbukhin đánh mạnh vào khúc cong của sông Dniepr, giải phóng Krivoi Rog. Chiến dịch hợp vây Korsun–Shevchenkovsky có vai trò then chốt trong toàn bộ Chiến dịch tấn công hữu ngạn Dniepr. Mặc dù số quân Đức bị thương vong tại đây cũng như số vũ khí phương tiện mà quân Đức bị mất trong chiến dịch này chỉ bằng khoảng 1/6 trong Chiến dịch Stalingrad và cũng chỉ chiếm khoảng 1/6 tổng số thương vong của quân Đức tại Hữu ngạn Ukraina trong 4 tháng đầu năm 1944 nhưng kết quả của chiến dịch này đã tạo ra một lỗ hổng lớn trên mặt trận Tây Ukraina. Và chỉ sau đó một tháng, Quân đội Liên Xô với ưu thế về mọi mặt đã phát động một cuộc tổng tấn công của cả bốn phương diện quân Ukraina, đẩy quân Đức ra khỏi lãnh thổ Liên Xô, chia cắt Cụm tập đoàn quân Nam (Đức) làm đôi và bắt đầu cuộc giải phóng các dân tộc Đông Âu khỏi ách phát xít Đức.
Dù đem lại thành công lớn nhưng trong Chiến dịch hợp vây Korsun–Shevchenkovsky, Bộ Tổng tư lệnh tối cao quân đội Liên Xô và cá nhân I. V. Stalin cũng như một số tướng lĩnh chỉ huy phương diện quân đã mắc vài sai lầm. Trước hết là việc chuyển thuộc các tập đoàn quân xe tăng 6, 27 và 40 cho Phương diện quân Ukraina 2. Kinh nghiệm giai đoạn cuối của Chiến dịch Stalingrad đã chỉ ra rằng, hoạt động thanh toán cánh quân đối phương bị vây có ý nghĩa như một chiến dịch độc lập, và nó phải được thực hiện bằng một lực lượng dành riêng cho mục đích đó. Vì vậy, việc thống nhất chỉ huy các đơn vị tham gia chiến dịch vào một phương diện quân là hoàn toàn đúng. Nhưng việc đó lẽ ra phải được tiến hành sớm hơn, hoặc muộn hơn, không nên tiến hành việc chuyển thuộc đó trong khi chiến dịch đang diễn ra ở giai đoạn bước ngoặt. Khi giao cho Phương diện quân Ukraina 2 chỉ huy ba tập đoàn quân ở cánh Tây của chiến dịch cũng có nghĩa là trao cho nó cả trách nhiệm đảm bảo hậu cần cho ba tập đoàn quân này. Tuy nhiên, mọi con đường tiếp tế của Phương diện quân Ukraina 2 đến ba tập đoàn quân này đều rất hạn chế do hành lang Ositnyazhka - Shpola - Zvenigorodka - Lisyanka còn rất hẹp và nằm trong tầm hỏa lực của pháo binh Đức. Trong khi đó, Phương diện quân Ukraina 1 hoàn toàn có thể bảo đảm hậu cần cho ba tập đoàn quân này. Sự trục trặc đó chỉ được G. K. Zhukov phát hiện ra ba ngày sau khi tiến hành chuyển thuộc và ông yêu cầu tướng N.F.Vatutin tiếp tục thực hiện bảo đảm tiếp tế cho ba tập đoàn quân cũ của mình. Việc chỉ huy ba phương diện quân cánh Tây của chiến dịch cũng tạm thời bị gián đoạn, đặc biệt là ngay trong khi 4 sư đoàn xe tăng Đức phản công vào Rizino. Nếu không có sự quyết đoán của Zhukov dùng quyền Phó tổng tư lệnh tối cao lập tức điều Tập đoàn quân xe tăng 2 đến cửa đột phá thì khả năng thất bại của chiến dịch đối với Quân đội Liên Xô khó mà đoán trước được.
Quân đội Đức Quốc xã đã có những phán đoán không hợp lý khi cho rằng Phương diện quân Ukraina 1 tiếp tục tiến ra Kovel để cố chia cắt Cụm tập đoàn quân Nam với Cụm tập đoàn quân Trung tâm và Phương diện quân Ukraina 2 sau khi chiếm Kirovograd sẽ tiếp tục các đòn tấn công theo hướng Pervomaisk. Thêm vào đó, sự chỉ đạo vượt quyền của Hitler cố ép quân Đức phải bám trụ tại khu vực Cherkasy, điểm tiếp giáp cuối cùng của quân Đức với sông Dniepr ở phía Bắc cũng như giấc mơ lấy lại Kiev của ông ta đã đẩy quân Đức vào tình trạng bị đe dọa từ hai bên sườn. Khi thống chế Erich von Manstein đem trường hợp của tướng Walther von Seydlitz-Kurzbach (bị bắt làm tù binh trong Trận Stalingrad) để chỉ rõ cho Hitler thấy việc cấm rút lui là điều "không thể tưởng tượng được" và hỏi thẳng Hitler về việc ông ta định đánh nhau với người Nga ra sao khi tiềm lực quân sự Đức đang ngày một suy giảm. Hitler, sau một hồi tranh cãi kịch liệt đã ra lệnh truy nã gia đình tướng Walther von Seydlitz-Kurzbach. Trong khi đó, tướng Walther von Seydlitz-Kurzbach đã tham gia "Phong trào liên minh Sĩ quan Đức giải phóng nước Đức" và có mặt tại Sở chỉ huy của Phương diện quân Ukraina 1 vào thời điểm vòng vây của quân đội Liên Xô đã thắt chặt. Tại đây, chính ông cùng với trung tướng, tiến sĩ Otto Korfes (cũng bị bắt trong Trận Stalingrad đã thảo lời kêu gọi hạ vũ khí đầu hàng gửi đến các binh sĩ Đức trong vòng vây Korsun-Shevchenkovsky. Vì hành động này, tướng Walther von Seydlitz-Kurzbach đã bị kết tội tư thông với kẻ thù và bị Tòa án nước Đức Quốc xã tuyên án tử hình vắng mặt. Tất cả những mâu thuẫn giữa Hitler và các tướng lĩnh Đức trong chỉ đạo tác chiến đối với quân đội Đức là một trong những nguyên nhân khiến họ một lần nữa lâm vào tai họa.

### Ảnh hưởng
Ngày 18 tháng 2, Moskva nổ 224 loạt đại bác chào mừng Phương diện quân Ukraina 2 chiến thắng trong chiến dịch Korsun-Shevchenkovsky. Tuy nhiên, trong nhật lệnh được truyền đi trên Đài phát thanh Moskva không đề cập đến vai trò của Phương diện quân Ukraina 1. Phương diện quân này đã tham gia từ đầu chiến dịch hợp vây và ba tập đoàn quân của nó đã đóng vai trò quan trọng trong việc ngăn chặn đòn giải vây của Tập đoàn xe tăng 1 (Đức) cũng như thanh toán cánh quân đột phá thoát vây của Cụm tác chiến độc lập B (Đức) tại khu vực Shenderovka - Lisyanka. Nguyên soái G. K. Zhukov coi đây là một sai lầm của Đại bản doanh. Ngày hôm sau, qua Đài phát thanh Moskva, Bộ Tổng tham mưu Liên Xô thừa ủy quyền Đại bản doanh đã xin lỗi về những sai sót nói trên trong nhật lệnh ngày 18 tháng 2 và bổ sung tên các đơn vị của Phương diện quân Ukraina 1 tham gia chiến dịch. Đại tướng N.F.Vatutin chỉ khoát tay: "Chủ yếu là chúng ta đã đánh bại đối phương. Còn sau đó thì các nhà sử học sẽ hiểu mọi chuyện".
Với chiến dịch này, Quân đội Liên Xô không những đã tiêu hao một phần binh lực quan trọng của Tập đoàn quân 8 và Tập đoàn quân xe tăng 1 (Đức) mà còn tạo ra một thế đứng mất cân bằng cho Cụm tập đoàn quân Nam (Đức). Cả hai tập đoàn quân xe tăng 1 và 4, những lực lượng đột kích và phòng thủ tích cực của Cụm tập đoàn quân này đều bị dồn về cánh Bắc sau những thiệt hại nặng. Tại cánh quân này, khoảng cách giữa Tập đoàn quân xe tăng 4 và Tập đoàn quân xe tăng 1 cũng bị giãn rộng hơn sau cuộc vận động chiến dồn quân sang phía Đông trong 10 ngày đầu tháng 2 năm 1944 để mong giải vây cho Cụm tác chiến độc lập B. Trong khi đó, Chiến dịch tấn công Rovno–Lutsk do cánh trái của Phương diện quân Ukraina 1 tiến hành gần như đồng thời với Chiến dịch hợp vây Korsun–Shevchenkovsky đã mở ra một bàn đạp tấn công lớn chia cắt hai tập đoàn quân xe tăng này và uy hiếp phía Bắc sườn trái của Tập đoàn quân xe tăng 1 (Đức). Tướng Kurt von Tippelskirch nhận xét về kết cục của chiến dịch:
| “                        | Đến 15 tháng 2 thì cuộc tấn công của các lực lượng tấn công của Đức đã bị chặn lại trong tình trạng cạn kiệt nguồn lực. Tập đoàn quân xe tăng 1 phải tổ chức phòng thủ vòng tròn để trụ lại tại một vị trí mà theo mệnh lệnh, họ phải chờ cánh quân phá vây xuống phía Nam. Tuy nhiên, cuộc phá vây trong đêm 16 rạng ngày 17 đã không dẫn quân Đức đến vị trí đã định. Cụm quân bị bao vây hoàn toàn không nắm được hướng đi và vị trí của cụm quân giải vây. Điều kiện mưa lớn, đất lầy lội đã làm họ di chuyển rất chậm. Và kết quả là họ đã bị đối phương chặn lại... Các cuộc chiến đấu đột phá tuyệt vọng cuối cùng không những đã mang lại thiệt hại nặng về nguồn nhân lực và trang thiết bị, mà còn tiếp tục kéo dài sự phức tạp của tình hình trên mặt trận của quân Đức | ” |
| — Kurt von Tippelskirch, | |   |

Bằng đòn tiêu diệt cánh Bắc của Tập đoàn quân 8 (Đức), Phương diện quân Ukraina đã loại bỏ mối đe dọa ở cánh phải của mình và hoàn toàn yên tâm bắt tay vào chuẩn bị cho Chiến dịch tấn công Uman–Botoşani, phối hợp với Phương diện quân Ukraina 1 bao vây Tập đoàn quân xe tăng 1 (Đức) ở Kamenets Podolsky, tiếp tục chia cắt phần còn lại của Tập đoàn quân 8 (Đức) với chủ lực Cụm tập đoàn quân Nam. Khu vực Korsun-Shevchenkovsky từ vị trí là một "chỗ lồi" bất lợi cho Phương diện quân Ukraina 2 trở thành một bàn đạp tấn công rất có lợi cho các hoạt động tiếp theo của phương diện quân này. Với thành công của chiến dịch này, sườn phải của Phương diện quân Ukraina 1 và sườn trái của Phương diện quân Ukraina 2 (Liên Xô) đã được kết nối vững chắc.
Cuộc chiến tại Korsun-Shevchenkovsky cũng đưa đến những ngã rẽ khác nhau trong cuộc đời của những tướng lĩnh hai bên đã tham gia chiến dịch. Tướng Wilhelm Stemmermann thiệt mạng khi pháo chống tăng Liên Xô bắn trúng xe của ông ta trên đường tháo chạy khỏi vòng vây. Trong một cố gắng che giấu thất bại, Hitler đã lệnh cho hãng phim Woschenshau làm một bộ phim ca ngợi "cuộc thoát vây thần kỳ" của các tướng Theo-Helmut Lieb và tướng SS Herbert Otto Gille và tặng thưởng Huân chương Chữ thập Hiệp sĩ cho họ. Tướng Wilhelm Stemmermann cũng được truy tặng Huân chương này và được Đế chế thứ ba tổ chức truy điệu trọng thể mặc dù thi hài của ông này đã được Quân đội Liên Xô chôn cất ngay tại chiến trường. Tướng Theo-Helmut Lieb bị quân đội Mỹ bắt năm 1945 tại Ý; năm 1947 được phóng thích và qua đời năm 1981 tại Bremen. Tướng SS Herbert Otto Gille thôi chỉ huy Sư đoàn SS "Wiking" từ ngày 6 tháng 8 năm 1944, bị quân Mỹ bắt giam ngày 8 tháng 5 năm 1945, sau đó được thả và từ trần năm 1996.
Về phía Liên Xô, tư lệnh Phương diện quân Ukraina 2, I. S. Koniev được phong hàm Nguyên soái Liên Xô do chiến công của ông tại Korsun. Người đồng cấp của ông, tư lệnh Phương diện quân Ukraina 1, N. F. Vatutin không may bị quân phỉ Bandera bắn trọng thương ngày 28 tháng 2 năm 1944 tại làng Milyatin huyện Ostrog, tỉnh Rovno khi đang đi thị sát chiến trường. Ông qua đời vào ngày 15 tháng 4 năm 1944 tại Kiev. Ngày 21 tháng 2, Thượng tướng xe tăng P. A. Romistrov, tư lệnh Tập đoàn quân xe tăng cận vệ 5, đơn vị đóng vai trò chủ công của chiến dịch được thăng quân hàm Đại tướng xe tăng và được tặng thưởng Huân chương Suvorov hạng nhất. Sau chiến tranh, ông trở thành Tiến sĩ khoa học quân sự, được phong danh hiệu Anh hùng Liên Xô năm 1965 và từ trần tại Moskva năm 1982.